# Dimitrie Ispas din Gilău
Dimitrie (sau Dumitru) Ispas de la Gilău a fost un important pictor muralist care a activat în ultimele decenii ale secolului al XVIII-lea și în primele decenii ale celui următor. 
S-a remarcat prin activitatea sa extrem de prolifică, fiind pictorul care a decorat cele mai multe biserici de lemn din bazinul superior al Someșului Mic, din zonele Huedinului și Călatei, dar și din părțile Sălajului.

## Opera
Se pare că pictorul era „originar din Gilău” (există și ipoteza originii sale în Bedeciu, lângă Mănăstireni, și așezării sale mai târzii în Gilău, posibil după căsătorie) și „s-a format în ambianța artistică românească de la sfârșitul veacului al XVIII-lea, când în împrejurimile Clujului sunt cunoscuți mai mulți pictori”. Tot istoricul de artă Marius Porumb îi făcea următoarea caracterizare: „Are un simț deosebit pentru decorativ, iar cromatica vioaie a picturilor sale dă o notă sărbătorească ansamblurilor murale”. În legătură cu programele sale iconografice, etnografii și istoricii de artă înclină să îl încadreze în curentul de factură populară. „În general, ansamblurile murale realizate de pictorul din Gilău se înscriu pe linia tradiției, fiind perceptibile uneori chiar și ecouri ale artei brâncovenești. Realizările sale au un pronunțat caracter grafic, linia jucând un rol preponderent. Iconografia ansamblurilor este foarte bogată și ține seama de erminie.”
Începând cu primul deceniu al secolului al XIX-lea a avut și colaboratori, mai întâi pe Ștefan și Ursul, iar mai târziu pe fiul său Ioan.

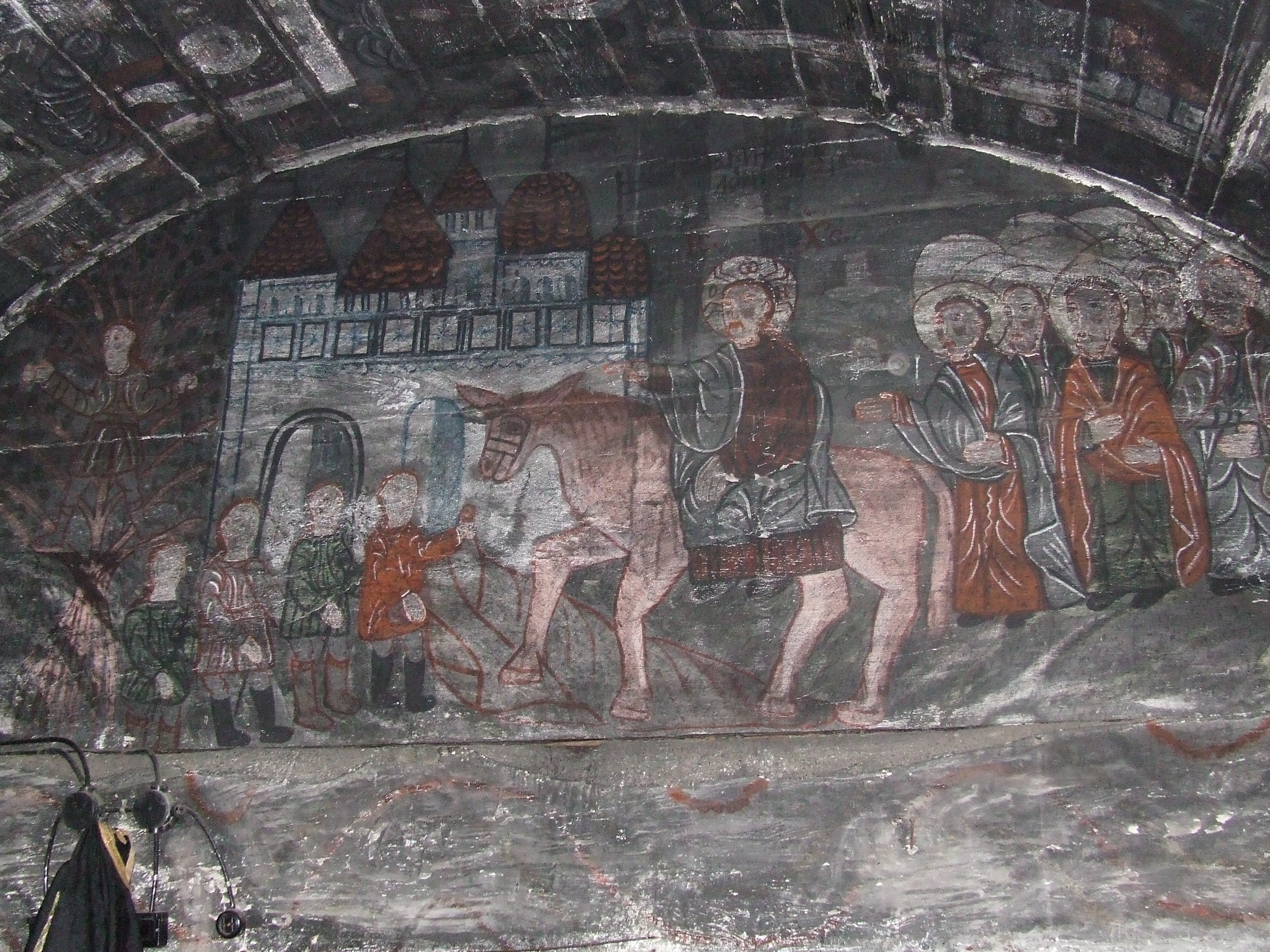
Intrarea Domnului în Ierusalim (Biserica de lemn din Sânpaul)

Repertoriul picturilor sale este vast și totuși puțin cunoscut. Între 1788 și 1835 a realizat picturile interioare în cel puțin 11 biserici de lemn. Prima creație cunoscută este pictura bisericii de lemn din Sânpaul, județul Cluj, pictată în anul 1788, creație certificată de pisania din naos: „s-a zugrăvit prin mine smeritul zugrav Dimitrie Ispas”.

În 1793 a pictat altarul bisericii de lemn din Tăuți, revenind acolo abia în anul 1829 pentru a picta naosul și pronaosul.
Aceleași picturi parțiale le întâlnim și la biserica de lemn din Straja: mai întâi a pictat tâmpla, în anul 1796 (în același an pictând probabil și interiorul altarului), revenind pentru pictarea naosului în anul 1806. 
În absida altarului se păstrează fragmentar următoarea inscripție, redactată în română cu caractere chirilice: „Cine se vor întâmpla a sluji în această sfântă biserică ca să fie dator a pomeni...Teodor, Iov, Ioan, Dimitrie, Marie, ...neamul lor ca și pre dânșii să-i ierte milostivul Dumnezău. Zugrăvitu-s-au acest sfânt altar al doilea ... meșterul zugrav Dimitrie Ispas și Ștefan, 1806. Și fiind preot popa Teodor de la Agârbici cu ...Petre. Ficurator a fost Tătar Onisie, birăul satului Costea Teodor, sfătul au fost Costea Gheorghe august în 15”. 
Din păcate starea proastă a acoperișului a dus la degradarea în timp a valoroasei picturi murale, care se mai păstrează doar pe mici porțiuni.

Picturile murale din Biserica de lemn din Straja
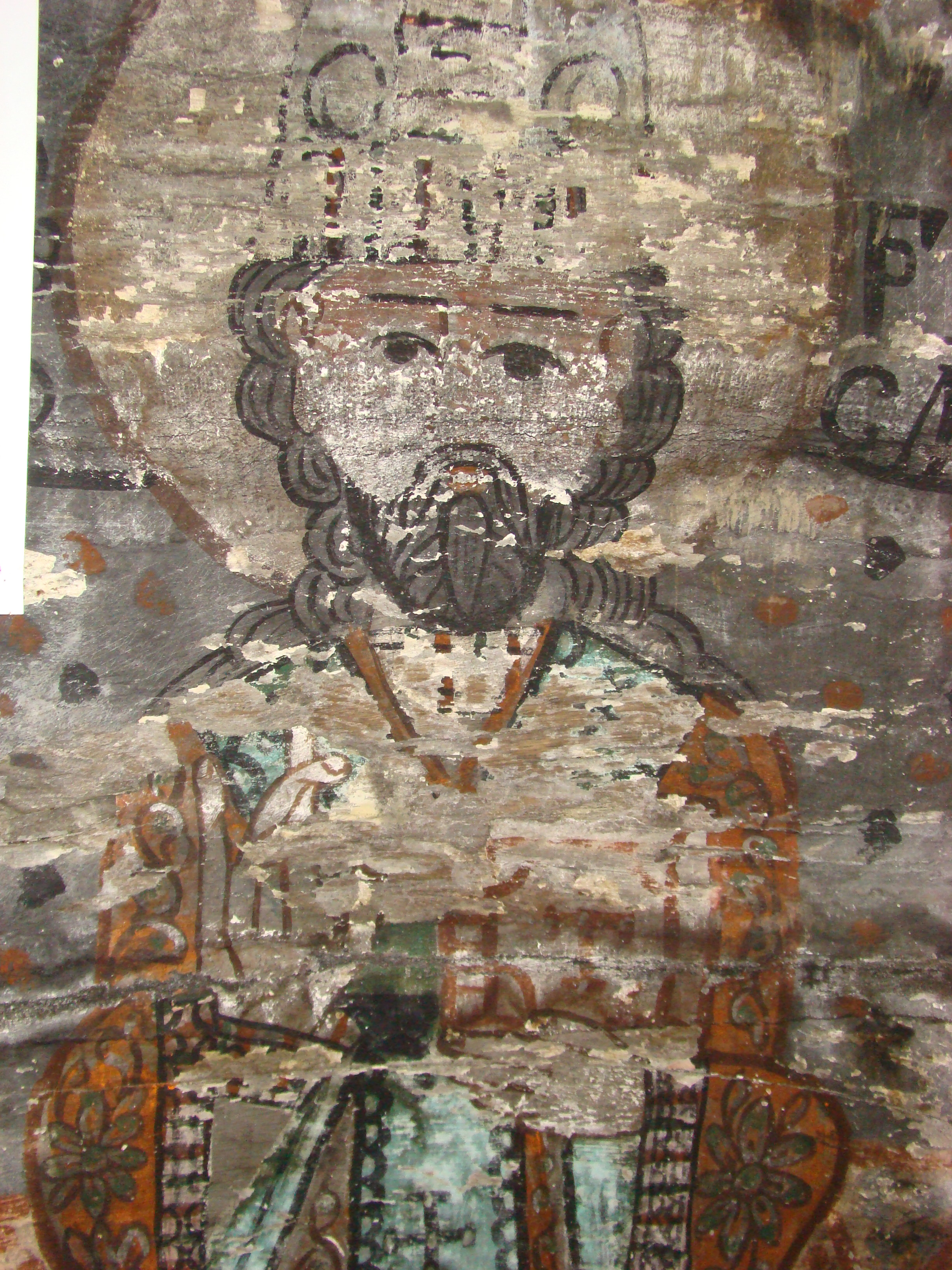
Pictura altarului: Sfinții Ierarhi
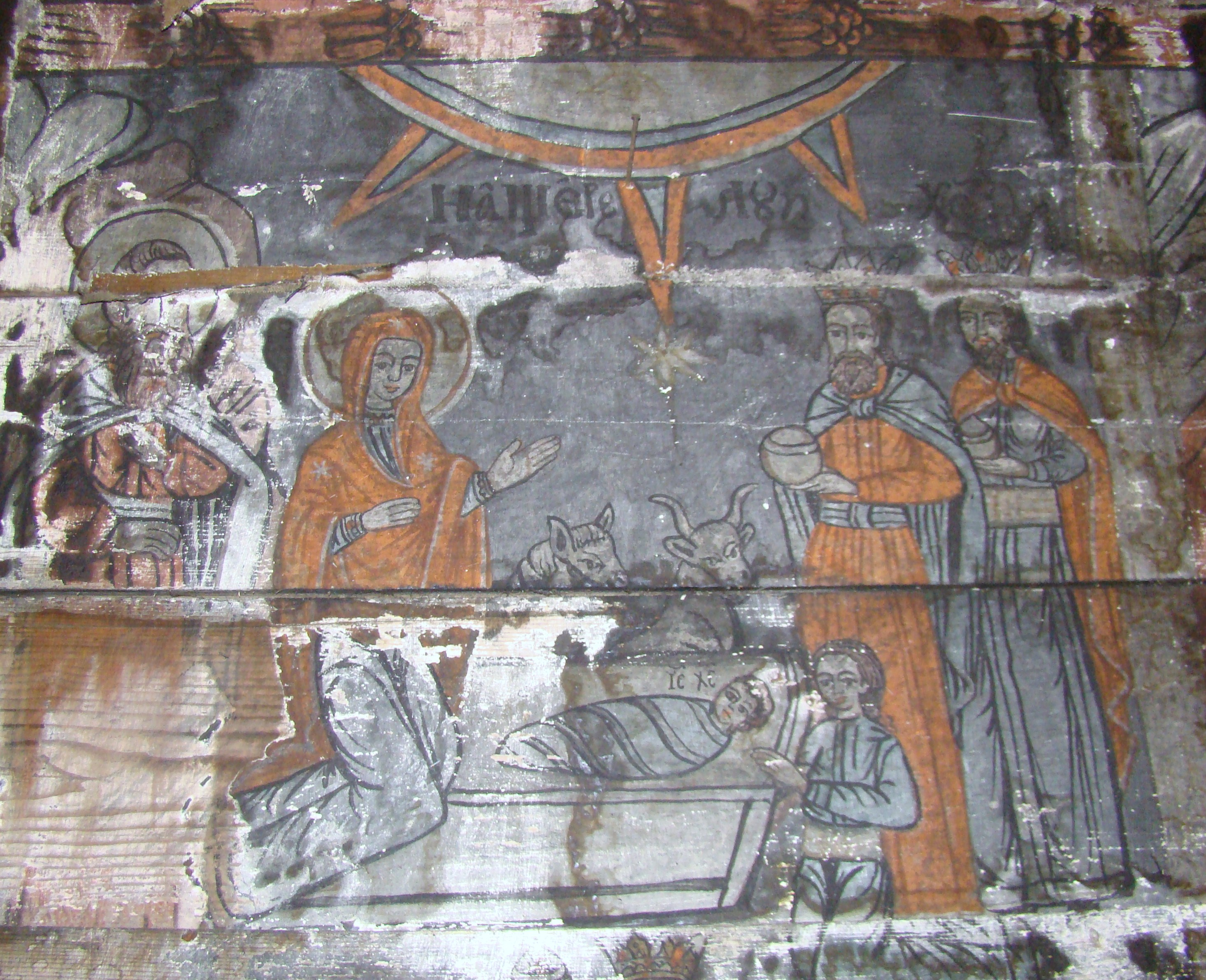
Nașterea lui Iisus
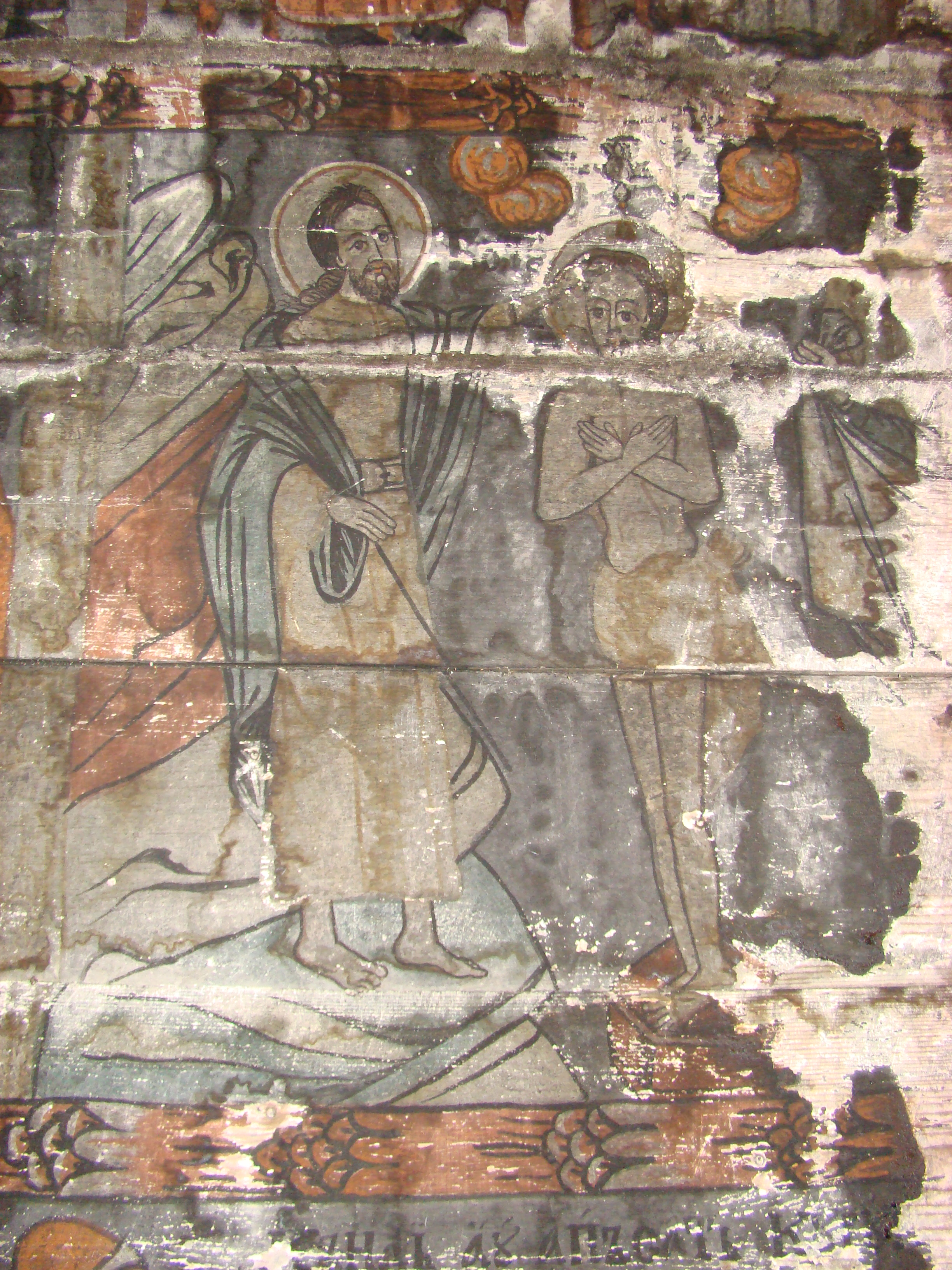
Botezul Domnului
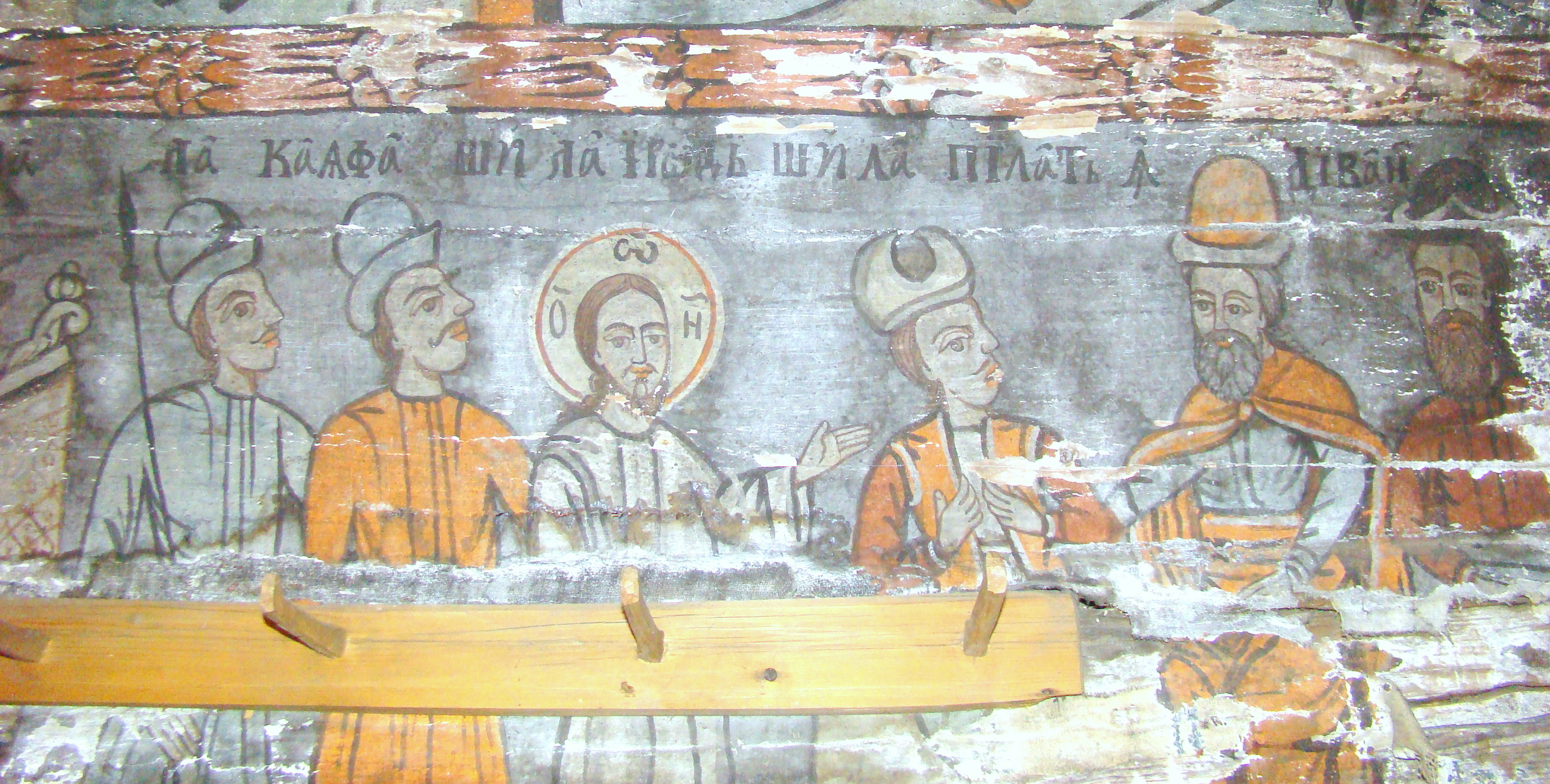
Iisus înaintea lui Caiafa
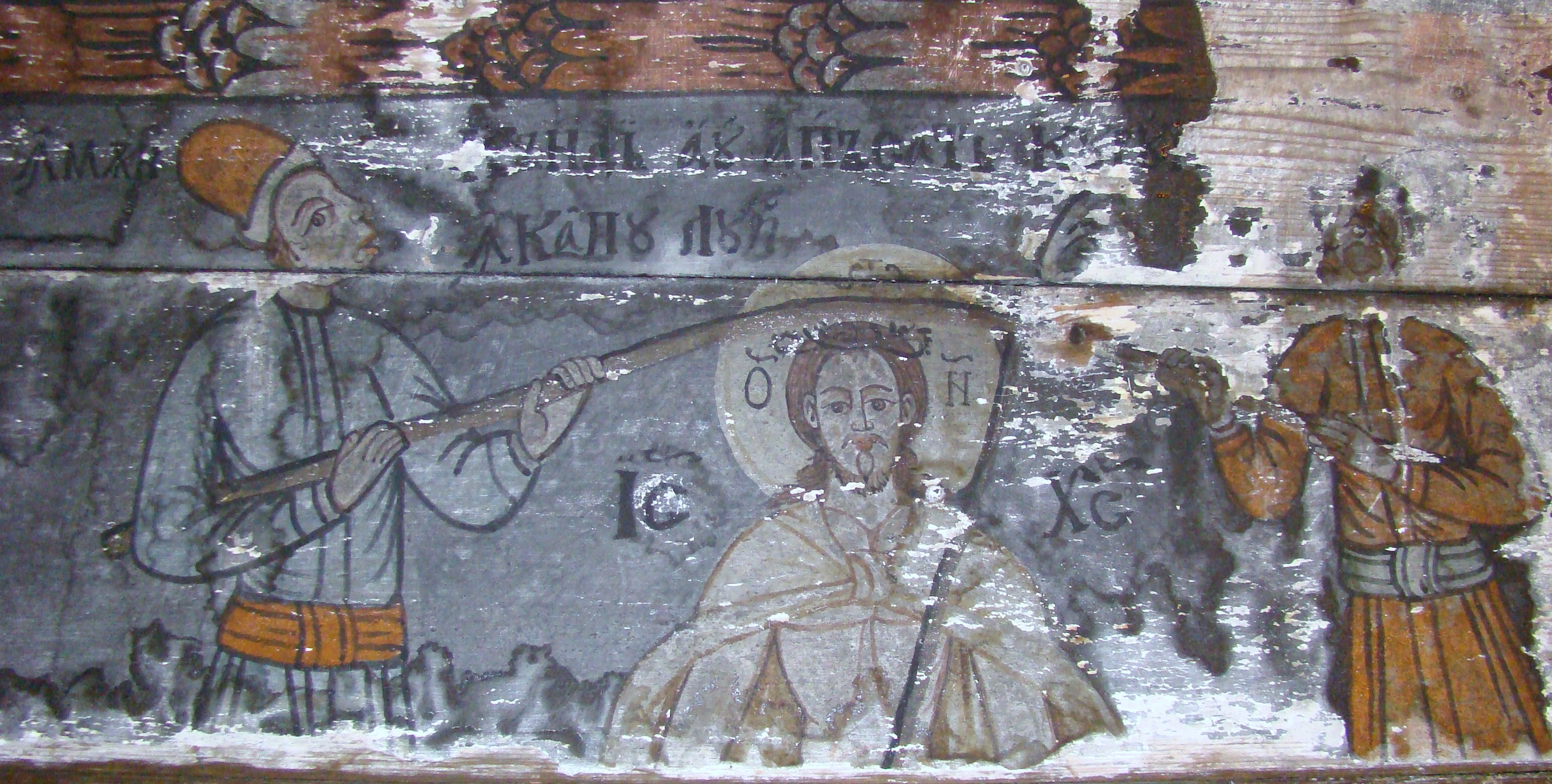
Încununarea cu spini
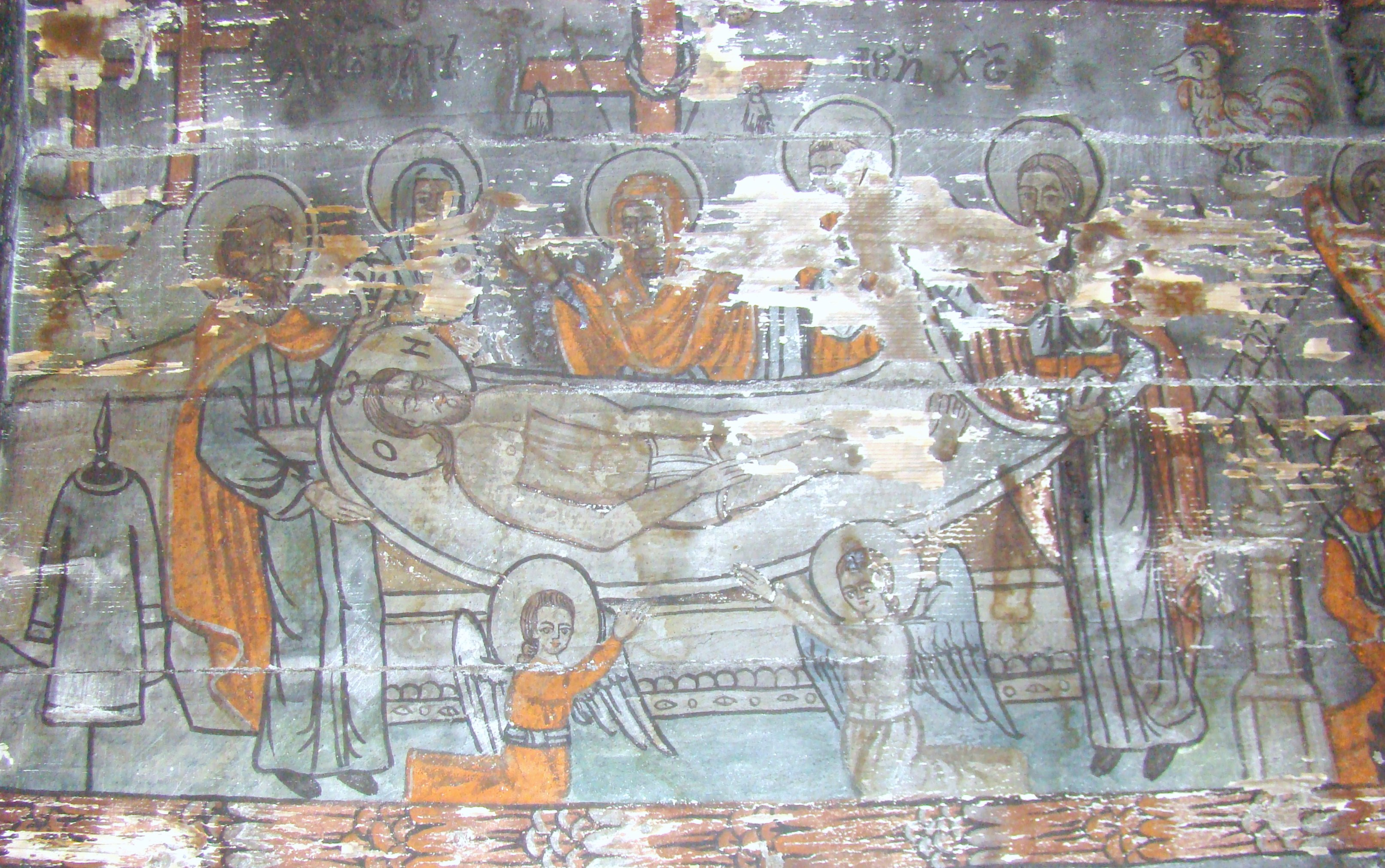
Punerea în mormânt

Următoarea sa operă picturală, cea de la biserica de lemn din Agârbiciu, este considerată și cea mai valoroasă din întreaga sa creație. La cea de a treia biserică pictată, cea din Agârbiciu, Dimitrie Ispas a lucrat în două etape, ca și la Tăuți și Straja, dar la un interval nefiresc de mare, de nu mai puțin de 17 ani. În 1801 el fusese chemat de obștea sătească a agârbicenilor să picteze interiorul absidei altarului și imensul spațiu boltit al naosului, cu pereții laterali cu tot, pentru care, probabil, a lucrat de primăvara până toamna, date fiind dimensiunile ce trebuiau zugrăvite și dificultățile aplicării de culoare pe bârne cioplite cu mulți ani în urmă. În 1818, probabil în urma unei refaceri a acoperișului de șindrilă, a retușat se pare părțile afectate de intemperii și a pictat pronaosul și fațada dinspre sud.
E aproape sigur că la Agârbiciu a lucrat singur, poate ajutat doar de ucenici mai puțin inițiați. Specialiștii sunt unanimi în aprecierea unității de tratare a subiectelor în toată bogăția lor de conținut. Motivele decorative sunt foarte bogate și de mare efect. Motivele sunt mai ales vegetale: flori, vrejuri, mlădițe, frunze de pălămidă și de stejar. Toată biserica, pereții din naos și pronaos au fost zugrăviți până aproape de podea.

Picturile murale din Biserica de lemn din Agârbiciu
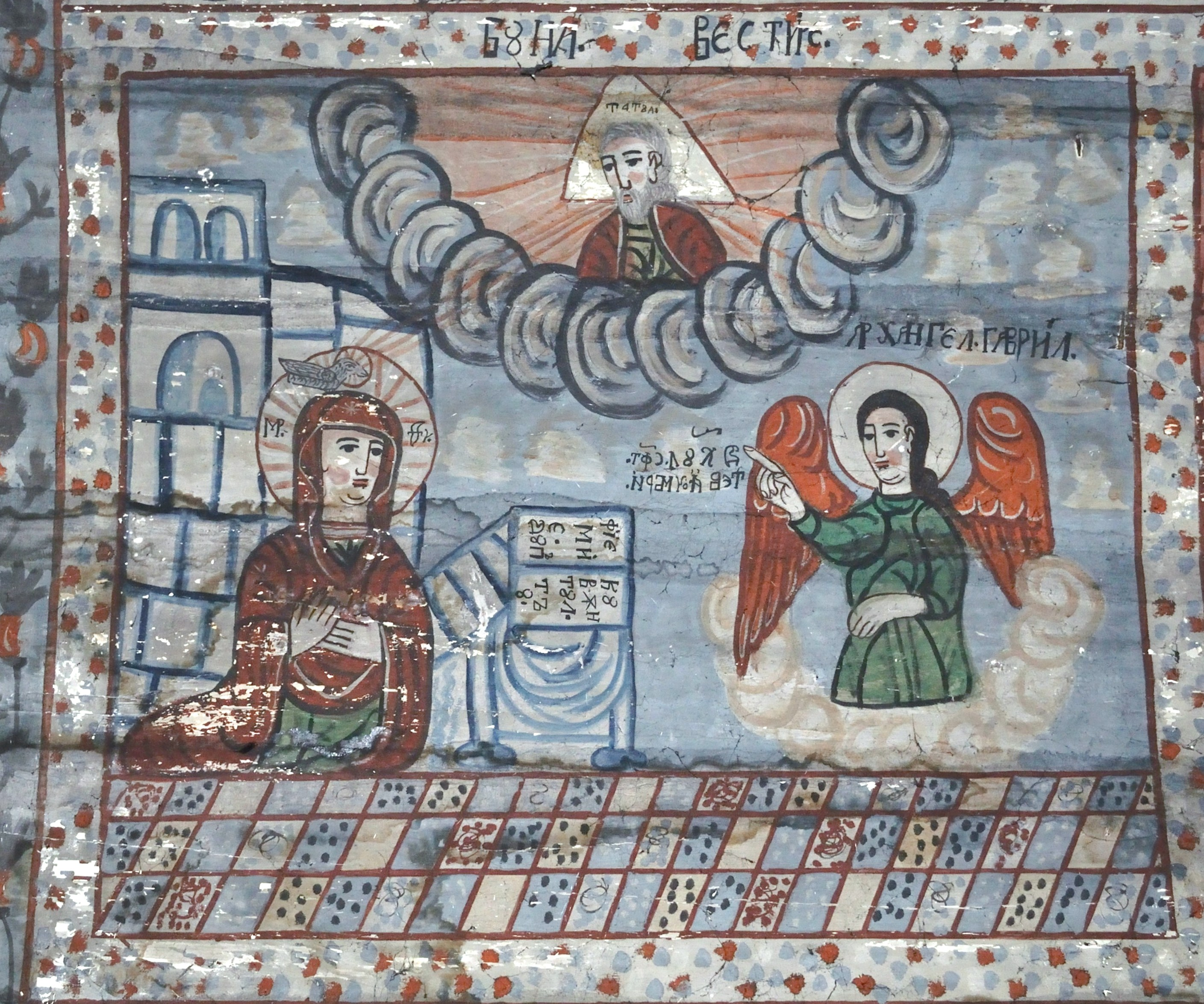
Buna Vestire
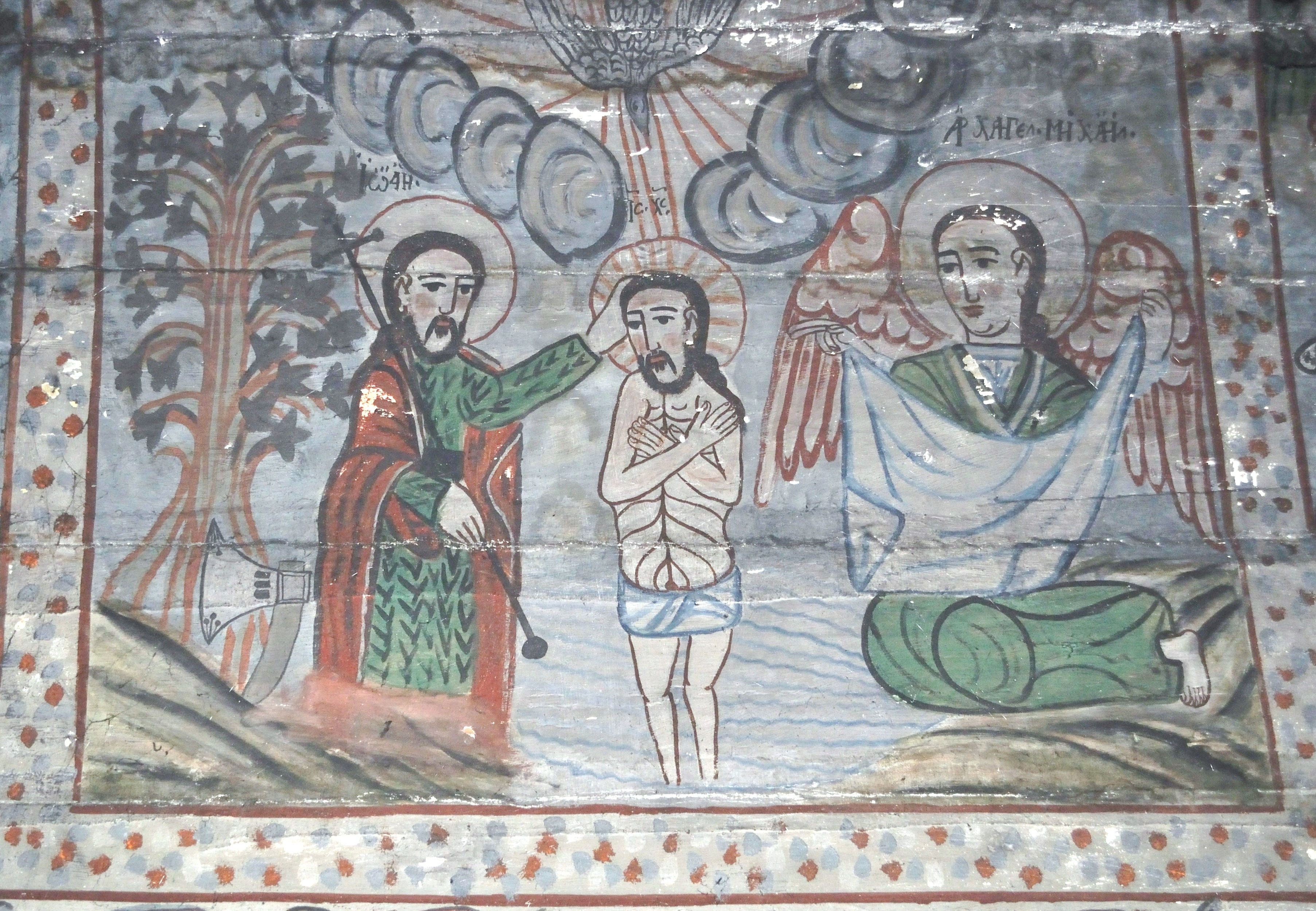
Botezul Domnului
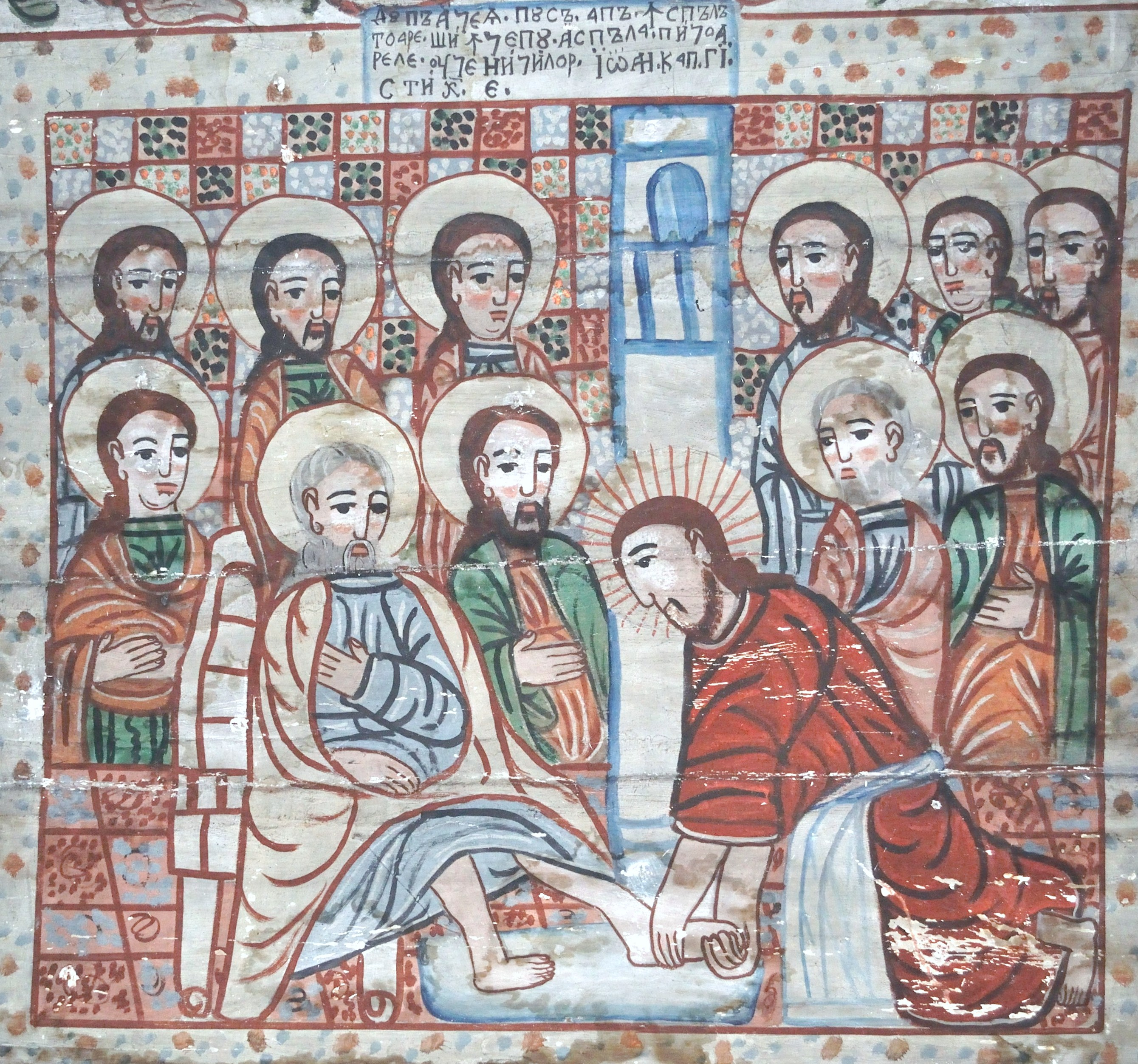
Iisus spălând picioarele ucenicilor
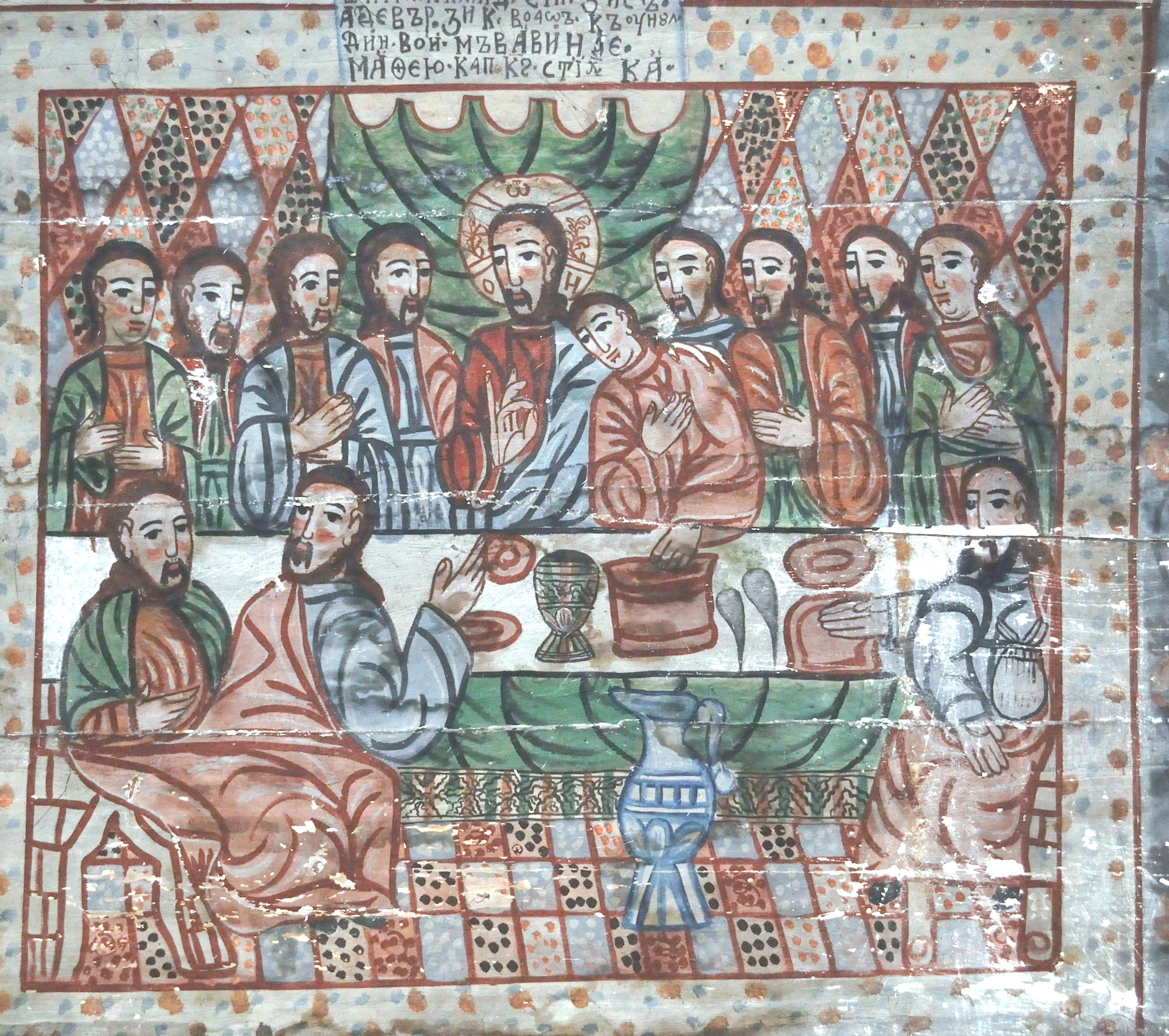
Cina cea de Taină
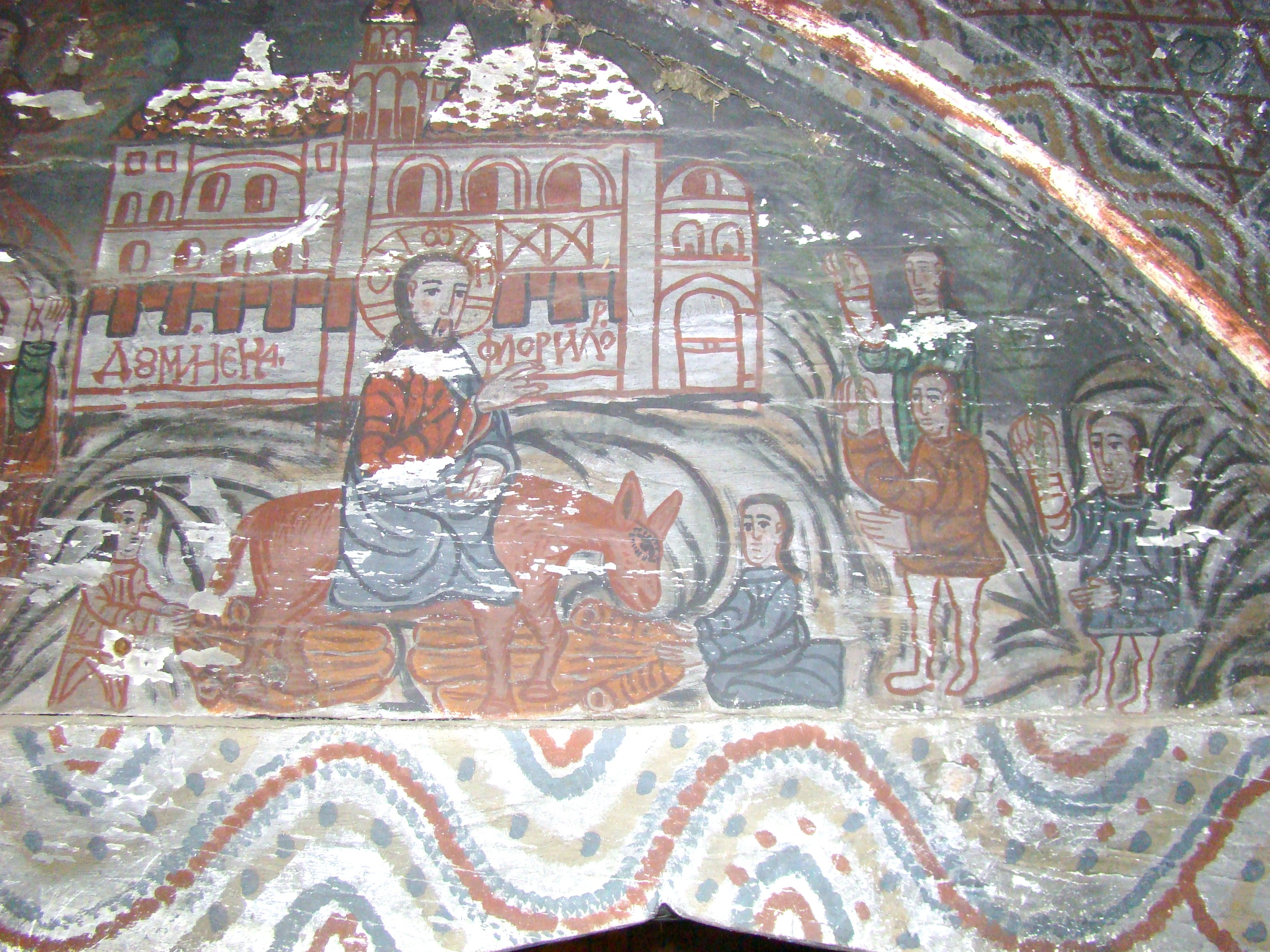
Intrarea Domnului în Ierusalim
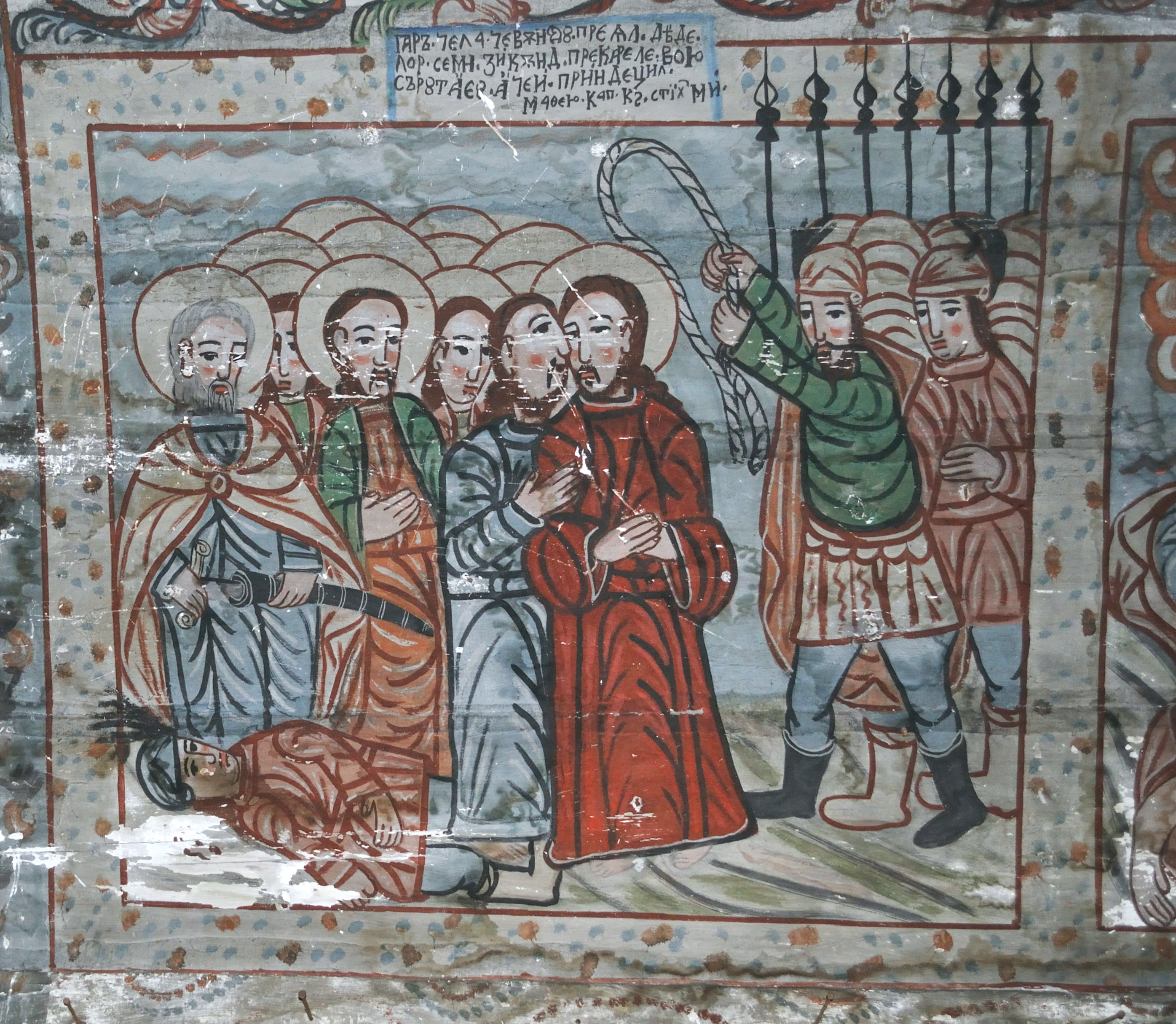
Sărutul vânzător al lui Iuda
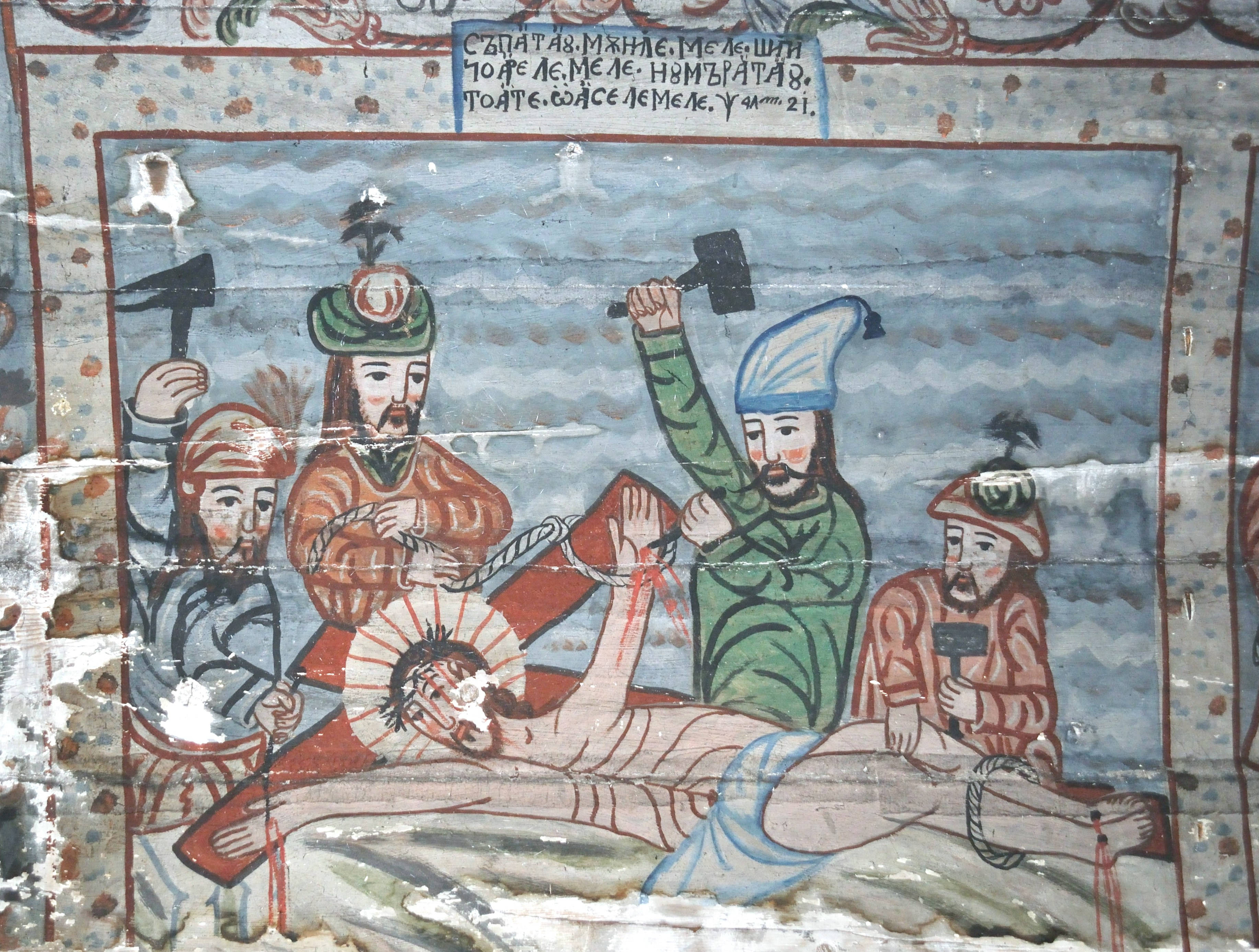
Punerea pe cruce
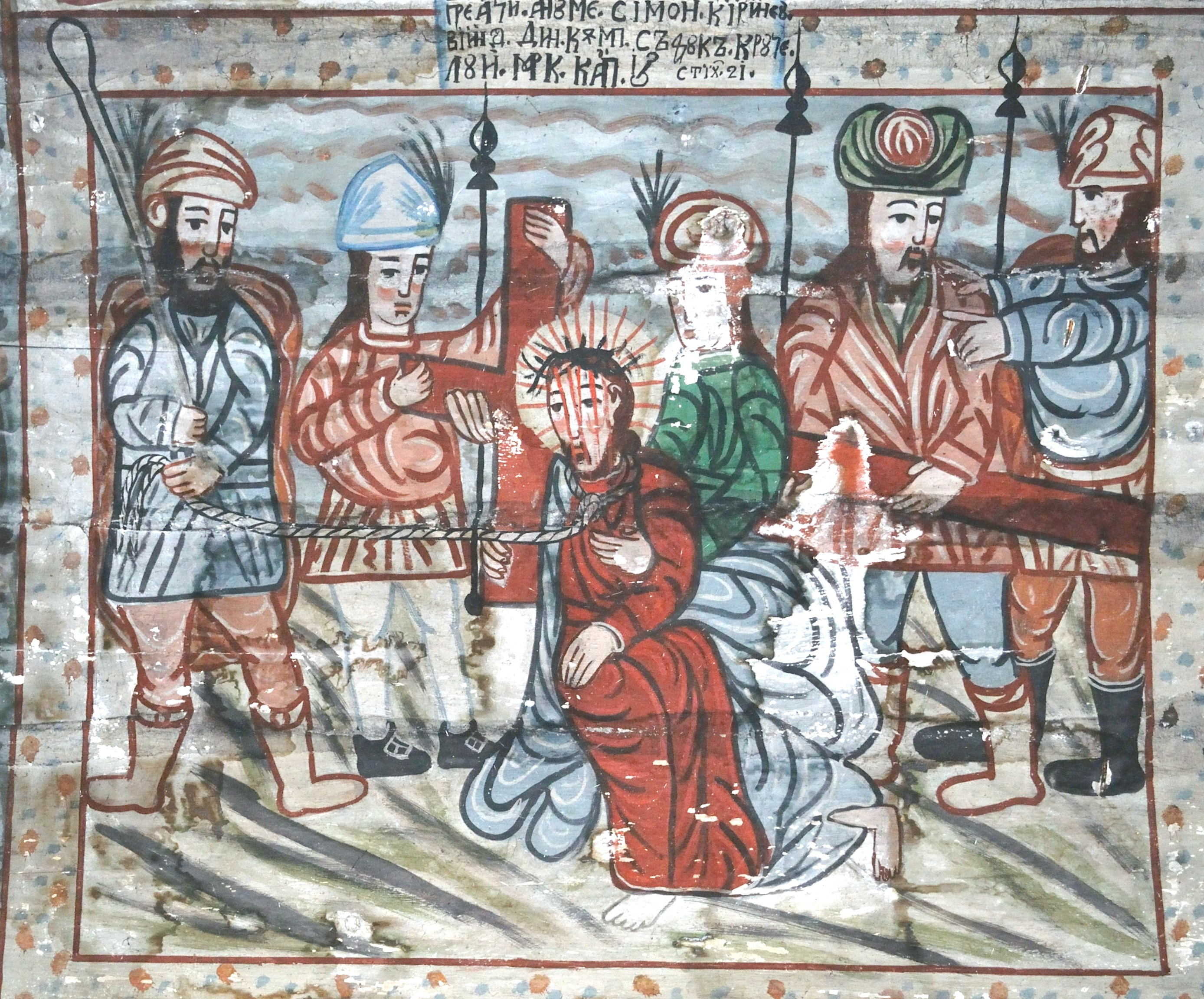
Iisus purtând crucea
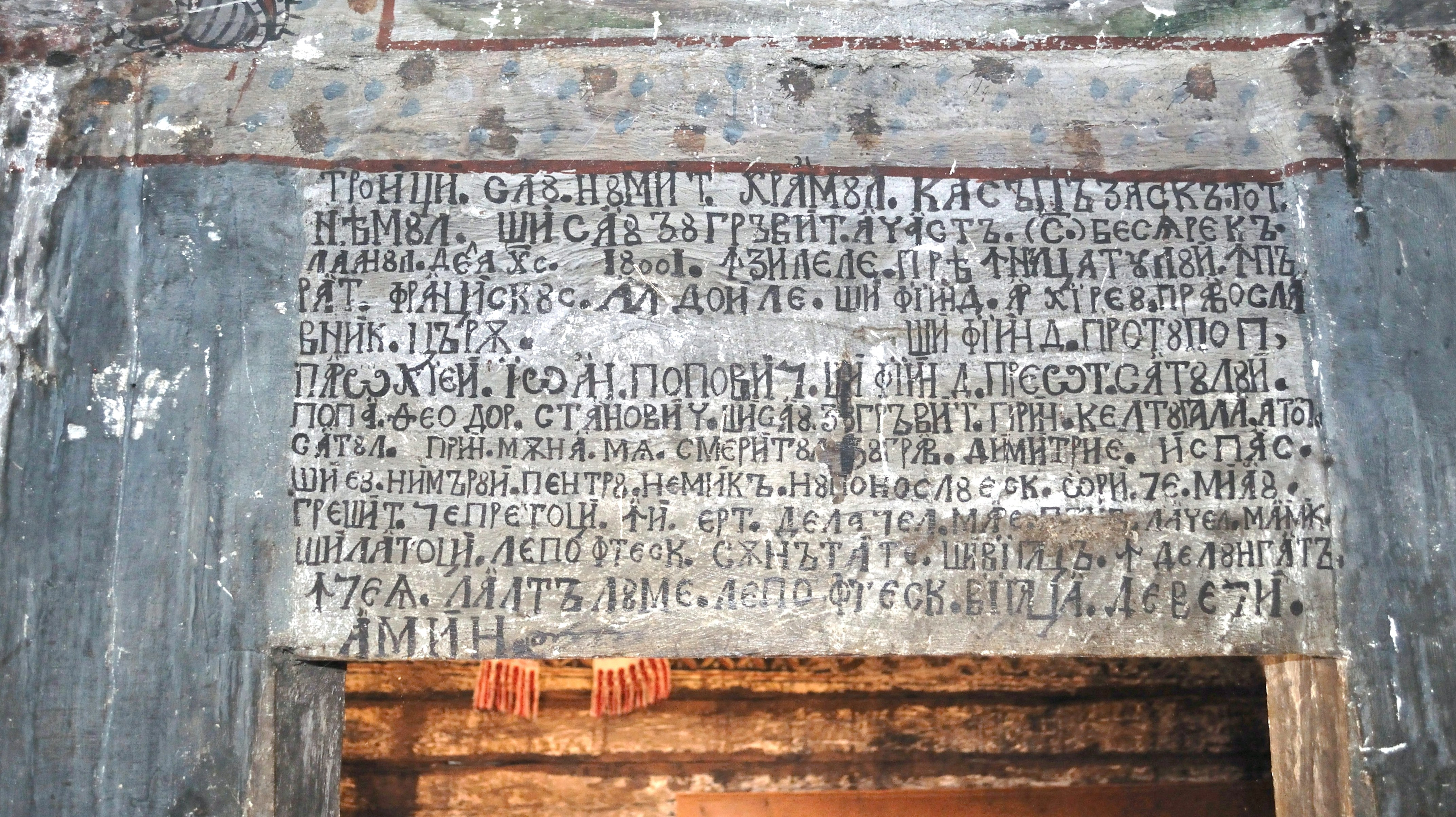
Pisania de la Agârbiciu
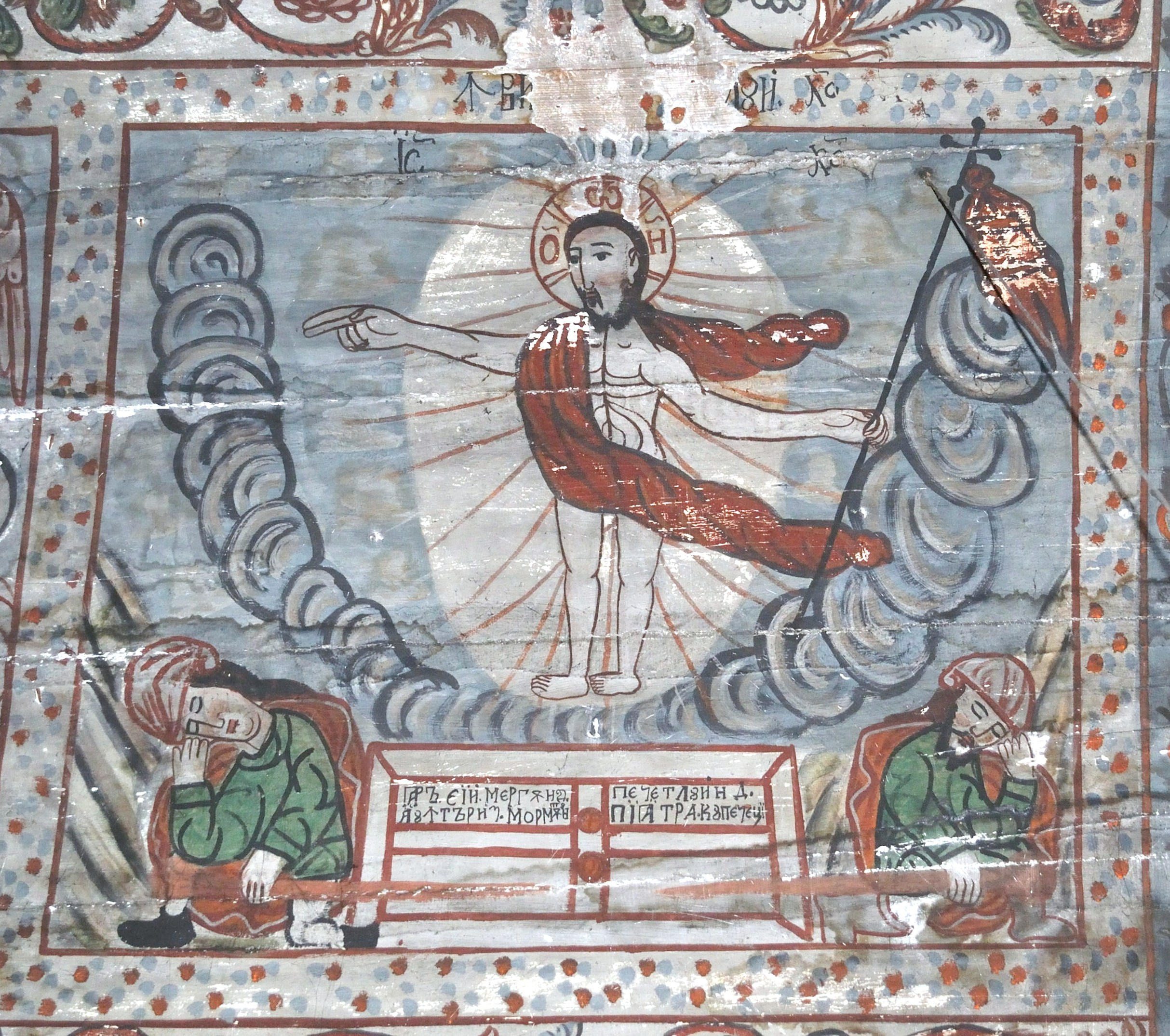
Învierea Domnului
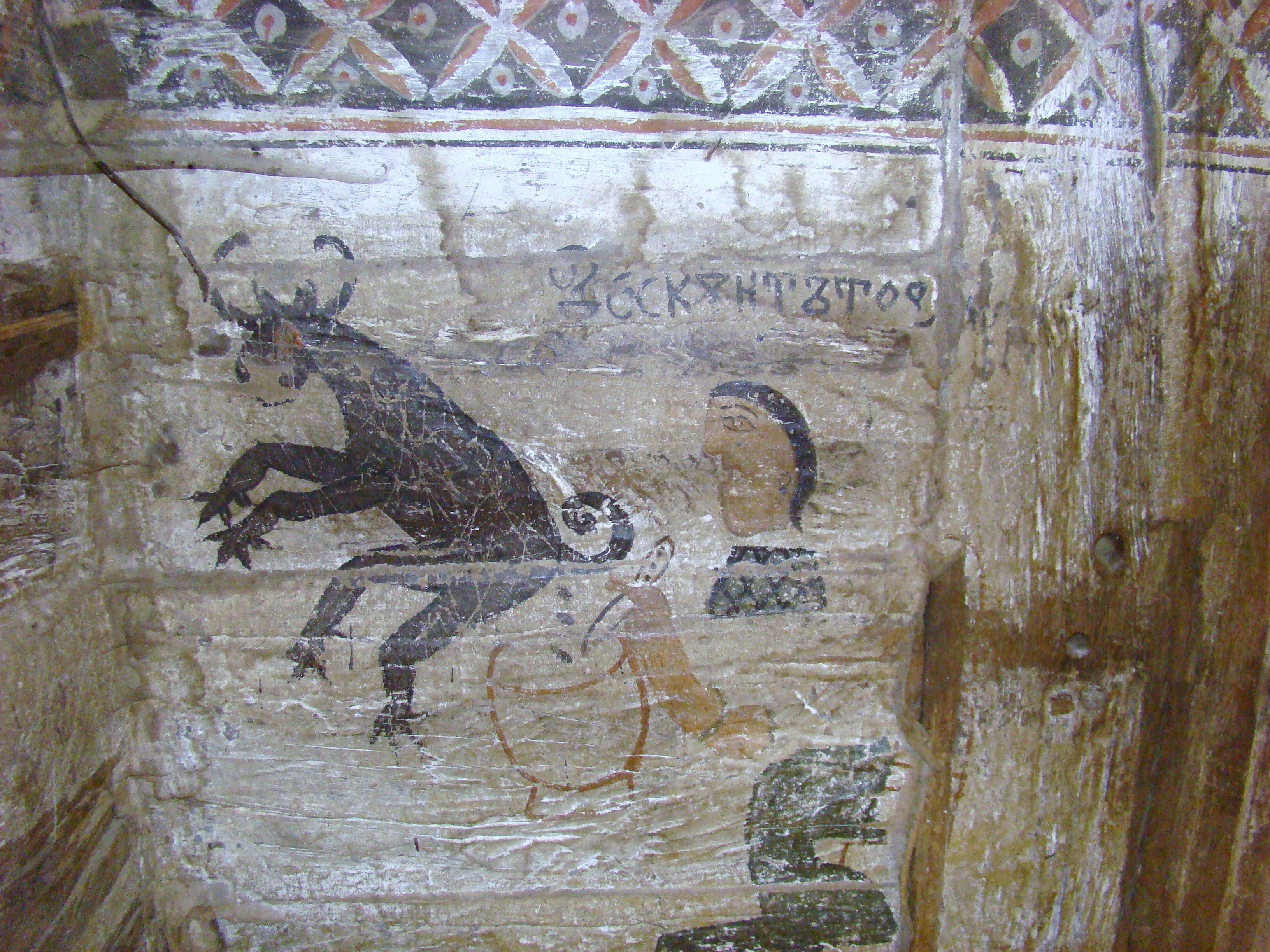
Judecata de apoi (detaliu)

Următorul reper al carierei sale datează din anul 1802. Construită în a doua jumătate a secolului al XVIII-lea, biserica de lemn din Dângăul Mic, comuna Căpușu Mare, monument istoric, păstrează pictură murală realizată tot de Dumitru Ispas din Gilău și de zugravul Ștefan în 1802, conform unei inscripții aflate deasupra ușii de intrare în pronaos: „Întemeindu-se în 1802 în zilele preaînălțatului împărat Francisc I fiind protopop popa Ioan de la Mănășturul românesc și fiind preotul satului Popa Ștefan Teotelecan de la Bedeci, diac Abrudan Teodor, făt Abrudan Grigorie, fiind epitrop Stan Teodor și Vădan Simion. Și s-au zugrăvit prin mine smeritul zugrav Dimitrie Ispas și Ștefan și s-au plătit prin cheltuiala a tot satul”. Pictura se păstrează relativ bine, este de factură populară, caracterizată de decorativism, cromatică echilibrată. În altar, pictorul a reprezentat sfinți episcopi pe pereți și Sfânta Treime pe boltă; pe bolta naosului apar scene din Ciclul Hristologic, mucenici pe pereții naosului. În pronaos apare obișnuita reprezentare a Pildei fecioarelor înțelepte și a celor nebune, precum și o friză cu mucenițe.

Picturile murale din Biserica de lemn din Dângău Mic
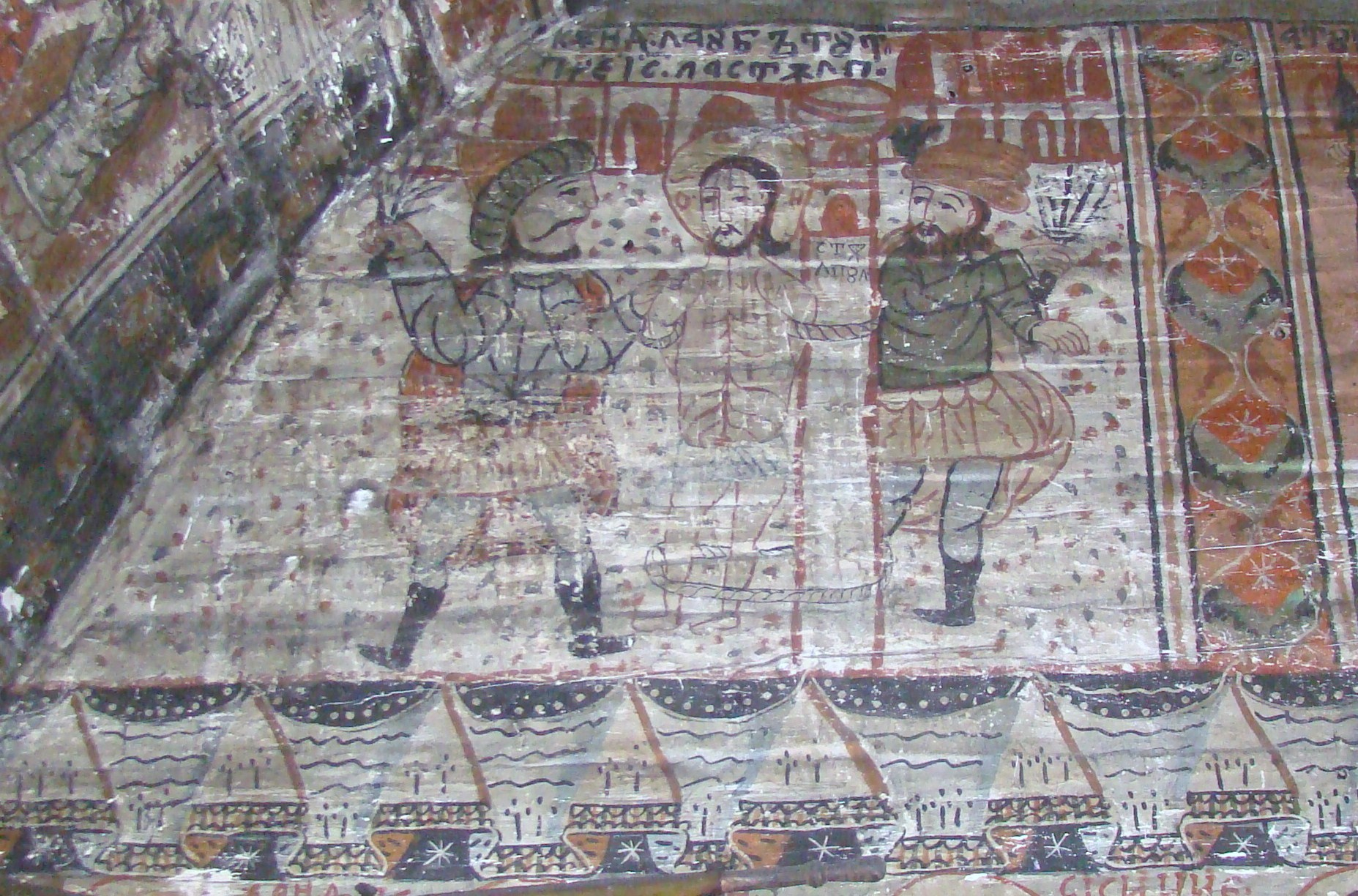
Patimile lui Iisus
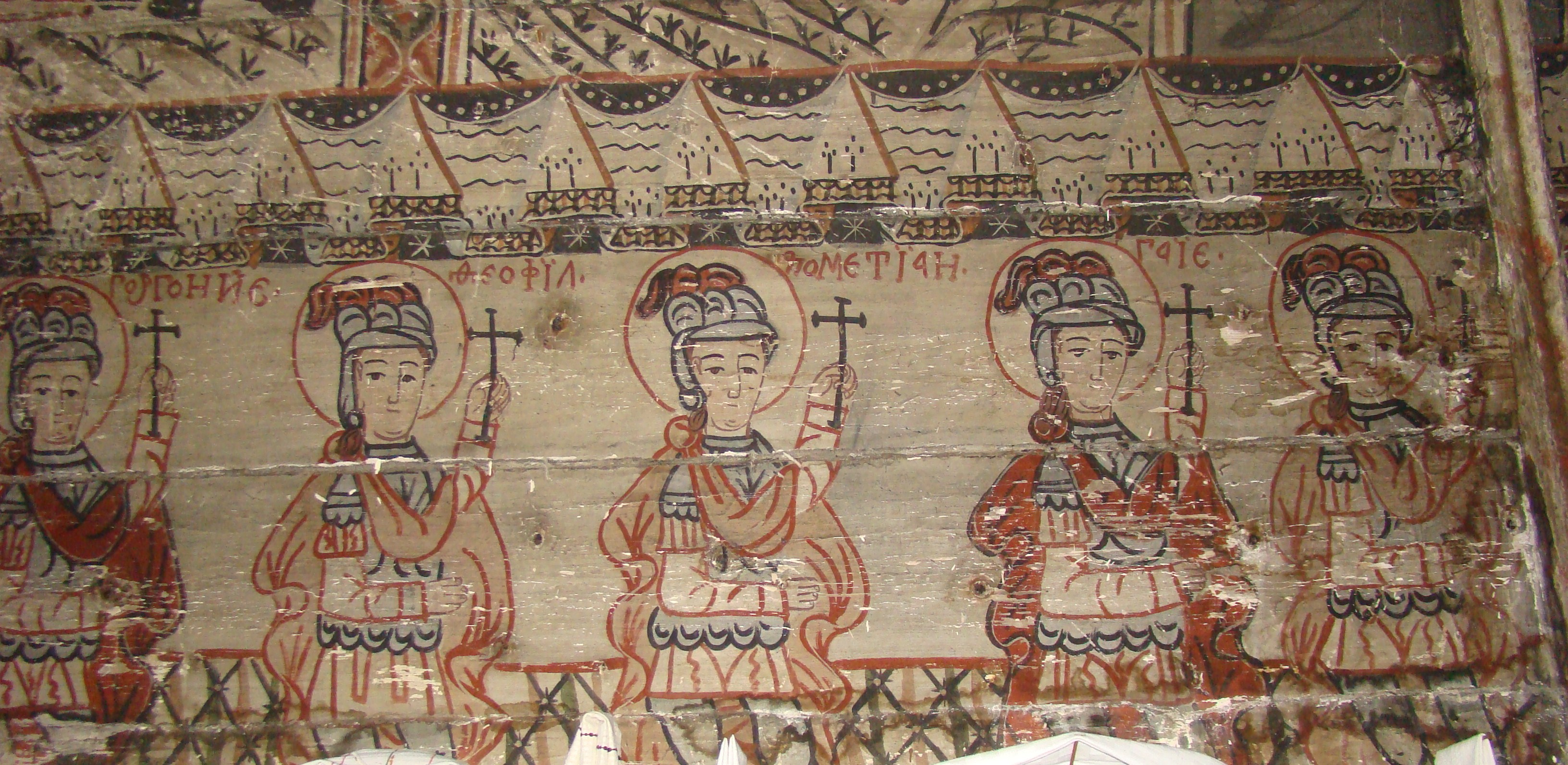
Friza sfinților mucenici
Sărutul lui Iuda
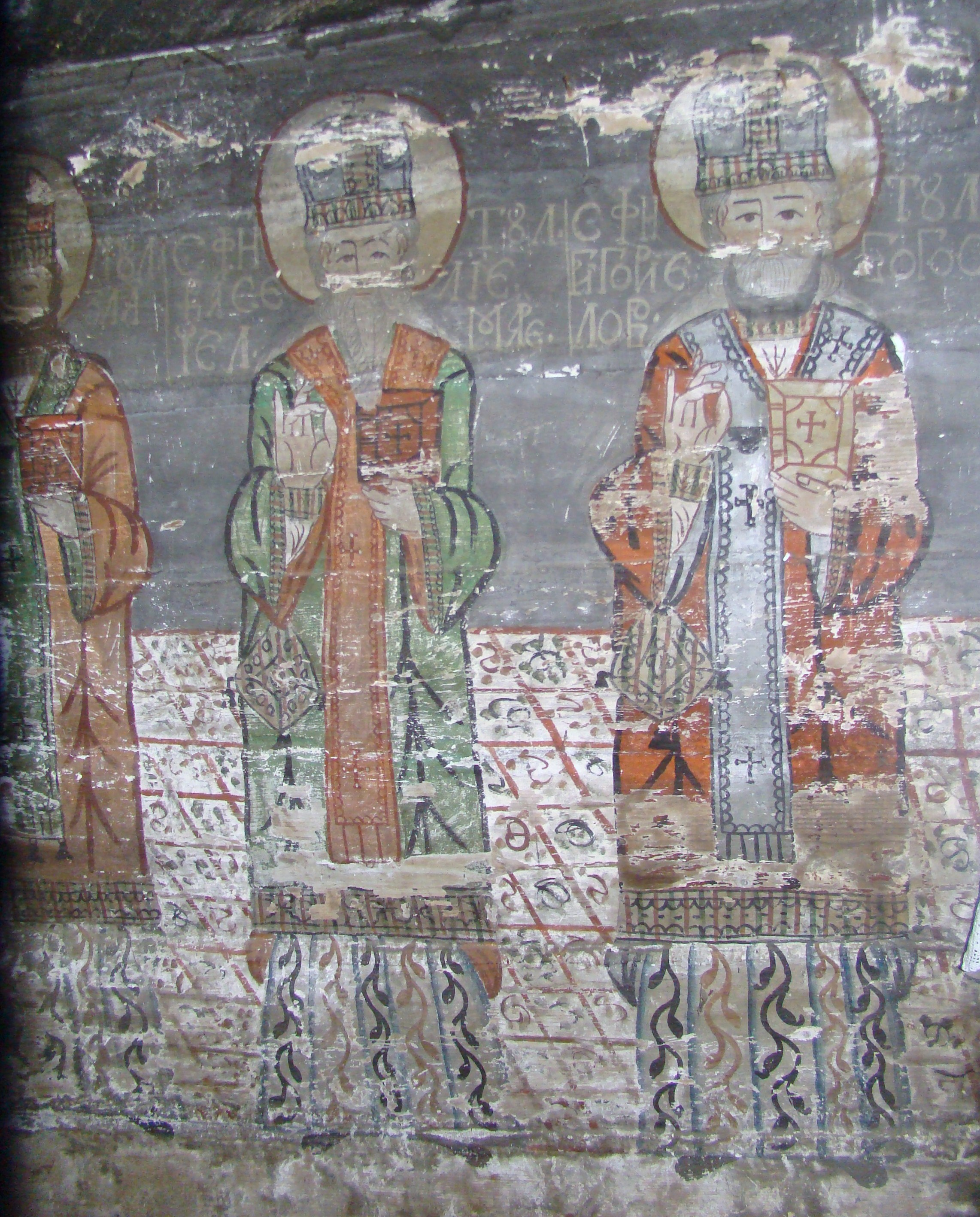
Altar: Sfinții Părinți

În anul 1803 a primit o nouă comandă într-un sat din zona superioară a Apusenilor, Muntele Rece. Prezența sa acolo a fost confirmată de pisania din altar care arată că pictura a fost realizată de smeritul zugrav Dimitrie Ispas, pe cheltuiala a tot satul, în timpul păstoririi preotului Constantin Popovici. Din păcate decorația pictată de la Muntele Rece a dispărut odată cu biserica, mistuită de un incendiu, la începutul anilor 2000.

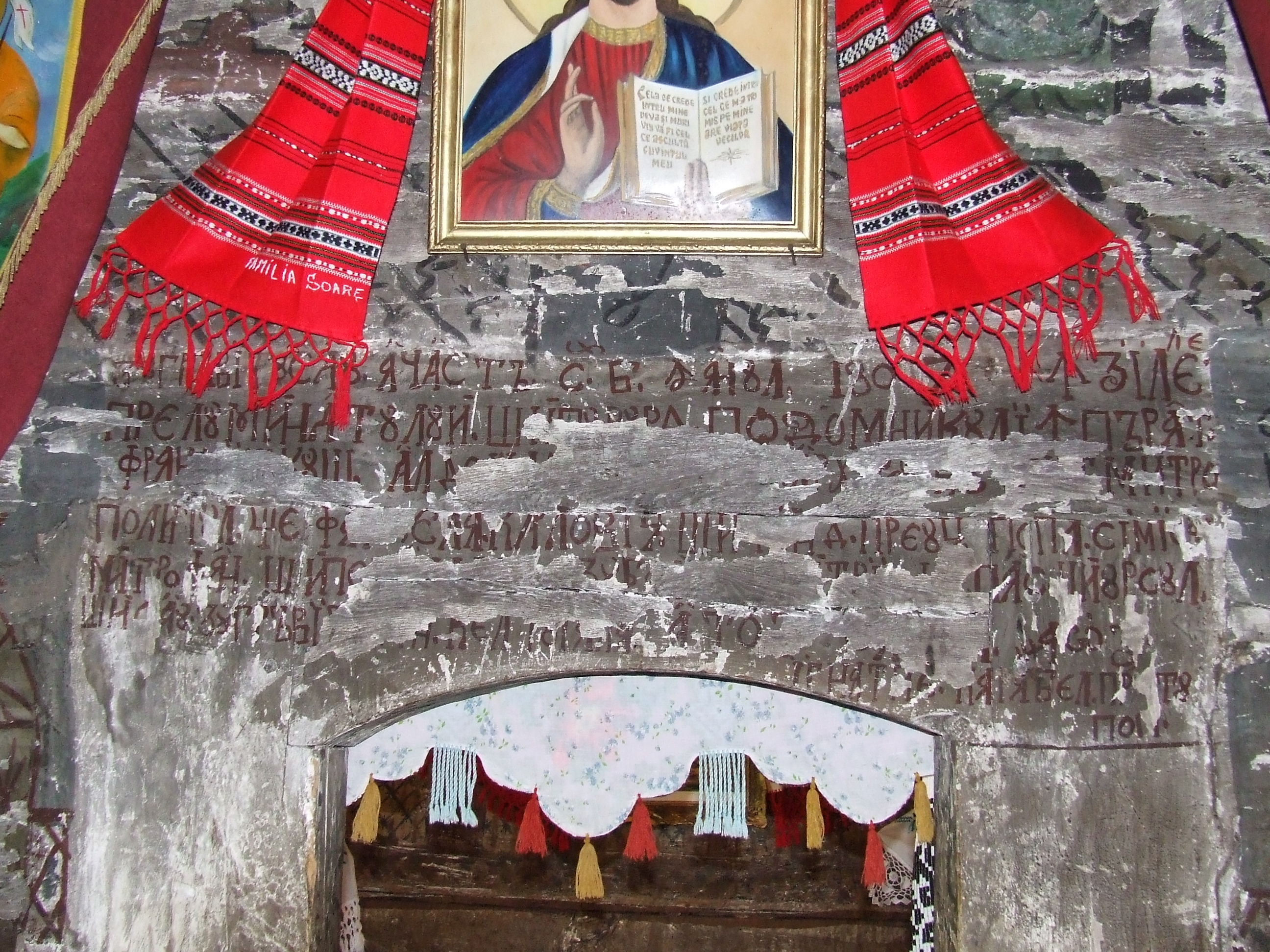
Biserica de lemn din Finişel, fragment de inscripție

Următoarea biserică pe care a pictat-o este cea din Finișel. Pictura murală care se poate vedea astăzi a fost realizată de zugravii Dumitru Ispas și Ursu în 1807, fapt menționat în inscripția de deasupra ușii naosului: „Zugrăvitu-s-a această s(fântă) biserică în anul 1807 în zilele prealuminatului și pururea podomnicului împărat Franciscus al doilea, arhiereu neunit mitropolit Ștefan de la Carloviț și fiind preoții Popa Simion și Popa Marc. Zugrav Dimitrie Ispas și Ursu și s-au zugrăvit prin cheltuiala (a) tot satul la 1807. Ignatie Carabet Protopop.” Deși pictura se mai păstrează doar în partea superioară a pereților naosului și pe boltă, distrusă aproape în întregime în rest, se mai poate întrezări programul iconografic folosit de pictor: Sfânta Treime și Maica Domnului pe boltă, scene din Ciclul Patimilor și portrete de prooroci pe pereți. În absidă, pictura s-a păstrat relativ bine înfățișând sfinți ierarhi pe pereți, Sfânta Treime așezată pe o bancă, Maica Domnului pe boltă, înconjurată de cete îngerești, Iisus cu giulgiu deasupra proscomidiei. Pictura de pe iconostas este deteriorată și ea, deslușindu-se urmele unor scene tradiționale: registrul celor 12 apostoli cu Iisus, Maica Domnului cu șirul proorocilor, Răstignirea. Din ușile iconostasului lipsește cea din stânga, iar pe cea din dreapta se mai păstrează o figură de arhanghel.
În pronaos, pictura s-a menținut în stare bună pe tavan și în partea superioară a pereților și înfațișează Pilda fecioarelor și Judecata de Apoi.
La exterior, pe latura de sud, se păstrează urmele unei picturi reprezentând probabil pe cei doi arhangheli și urmele unei inscripții.
Doi ani mai târziu îl găsim în satul Păniceni. Anul realizării picturii murale la biserica din Păniceni este 1809. Sătenii din Păniceni ambiționau la o realizare artistică cel puțin echivalentă valoric cu cea de la biserica din satul vecin Agârbiciu (pictată tot de Dimitrie Ispas, în 1801), atât în estetica exteriorului, cât mai ales în decorarea interioară cu pictură. Dar spațiul de cult este aici mult mai restrâns, iar șansele de desfășurare a programului iconografic aplicat în satul vecin erau, în aceeași măsură, reduse. Strădania pictorului este însă vizibilă, căci, și la Păniceni, Dimitrie Ispas manifestă aceeași mare siguranță în execuție și o tot atât de deplină stăpânire a măiestriei. Pisania din altar, pe peretele din spate al iconostasului, grăiește: „Slavă, cinste și închinăciune lui Dumnezeu celui blagoslovit și Sf. Troiță... și s-au zugrăvit această S. Biserică în 1809 în zilele Preaînălțatului Franciscus al Doilea și fiind protopop Pop Ioan de la Mănășturul de Sus și fiind preotul satului popa Luca Teotelecan și fiul său Ioan, curatori, ficuratori: Birtic Mihai... fiind Badiu Vila, Păcala Mihai, Dinea Ioan, Dan Blaga, Dinea Urs, sfatul Badiu Mihai și s-au zugrăvit pe cheltuiala a tot satul prin mâna mea smeritul zugrav Dimitrie Ispas și Stefan și Ioan și noi ne rugăm de iertăciune la preot și a sătenilor la toți că de va fi greșit ceva să facă bine să ierte ca și pe dânșii, să-i ierte Milostivul Dumnezau. Amin Diacul am fost Pop Dumitru”.

Picturile murale din Biserica de lemn din Păniceni
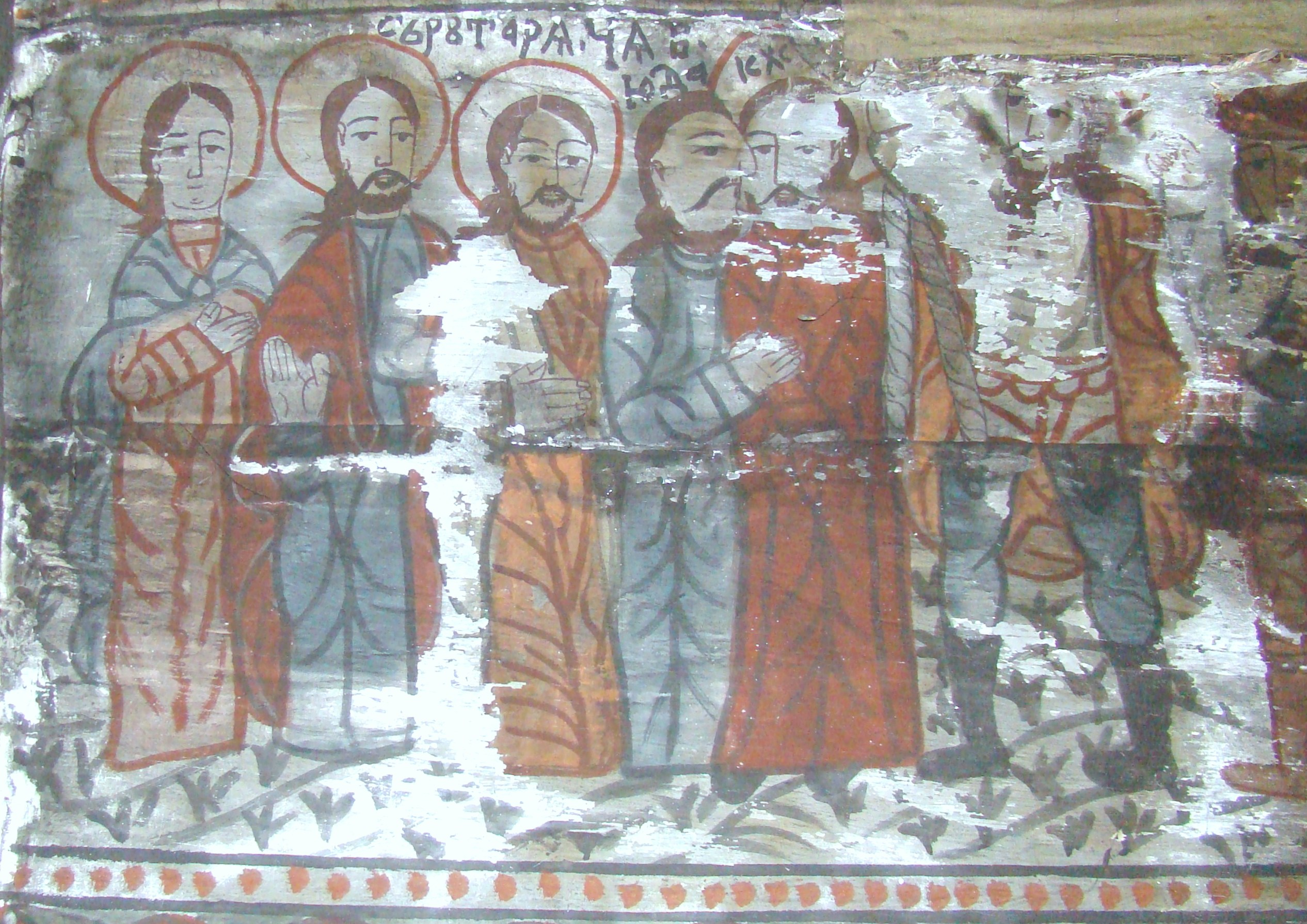
Sărutul vânzător al Iudei
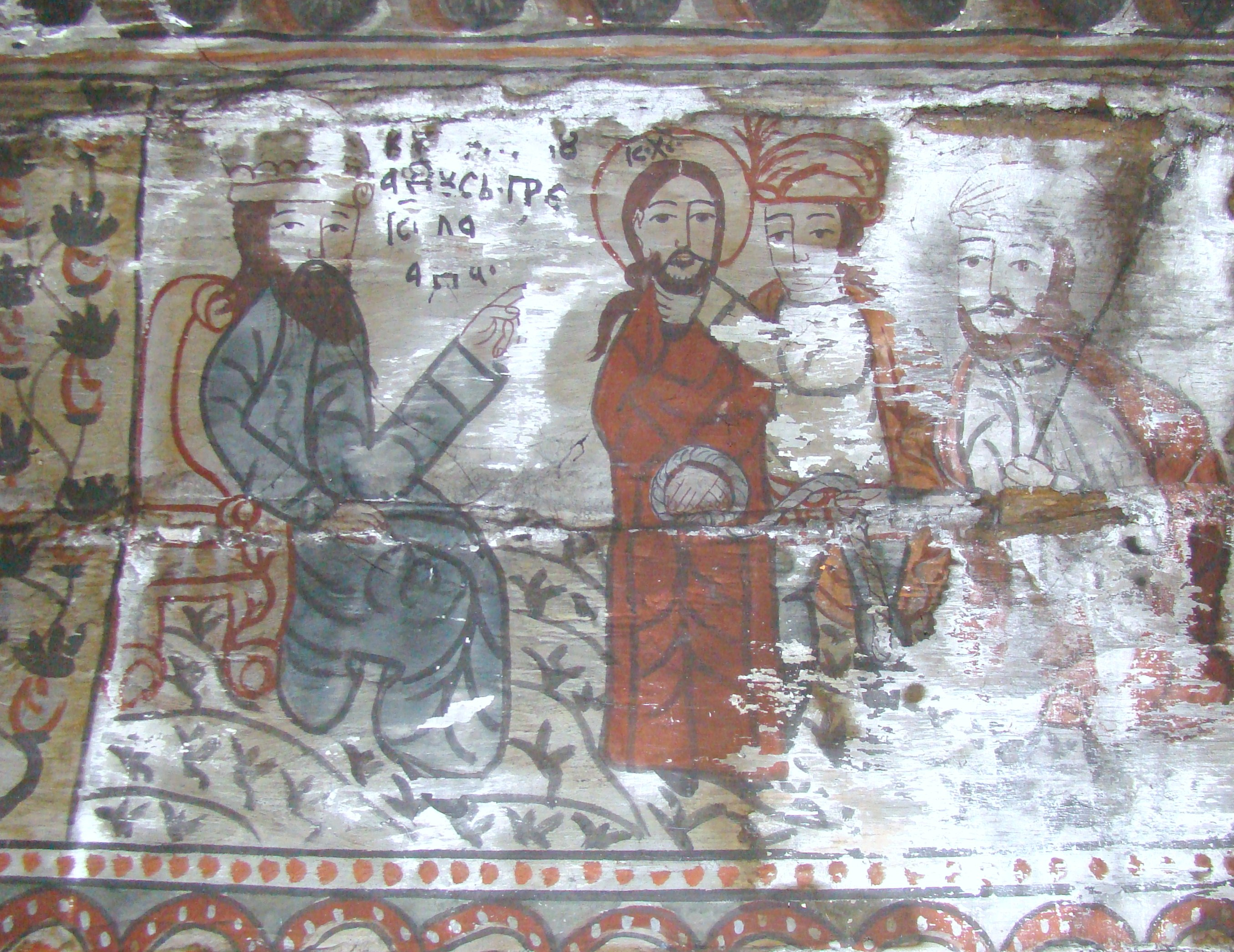
Iisus în fața judecătorilor
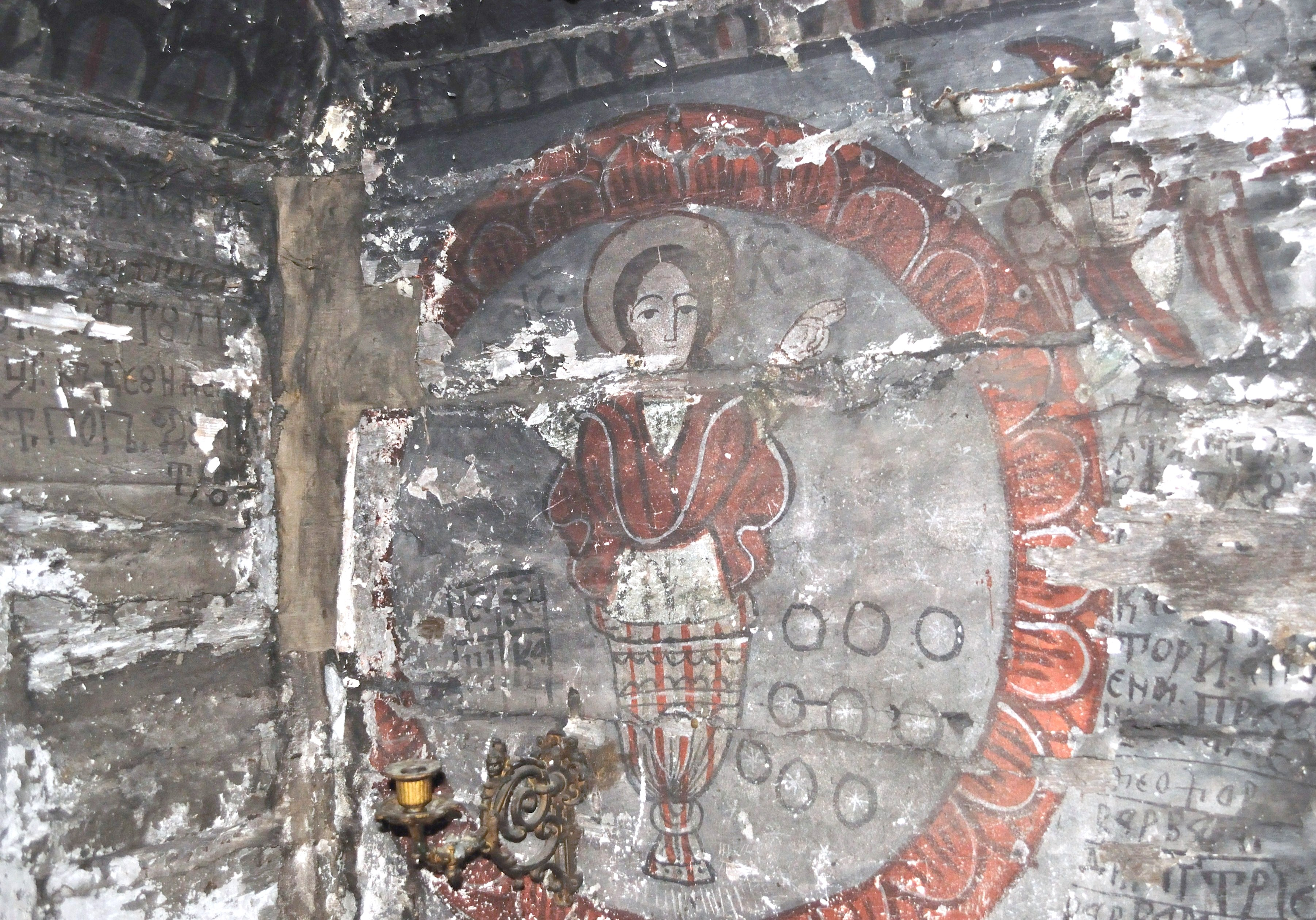
Altar: Iisus în potir
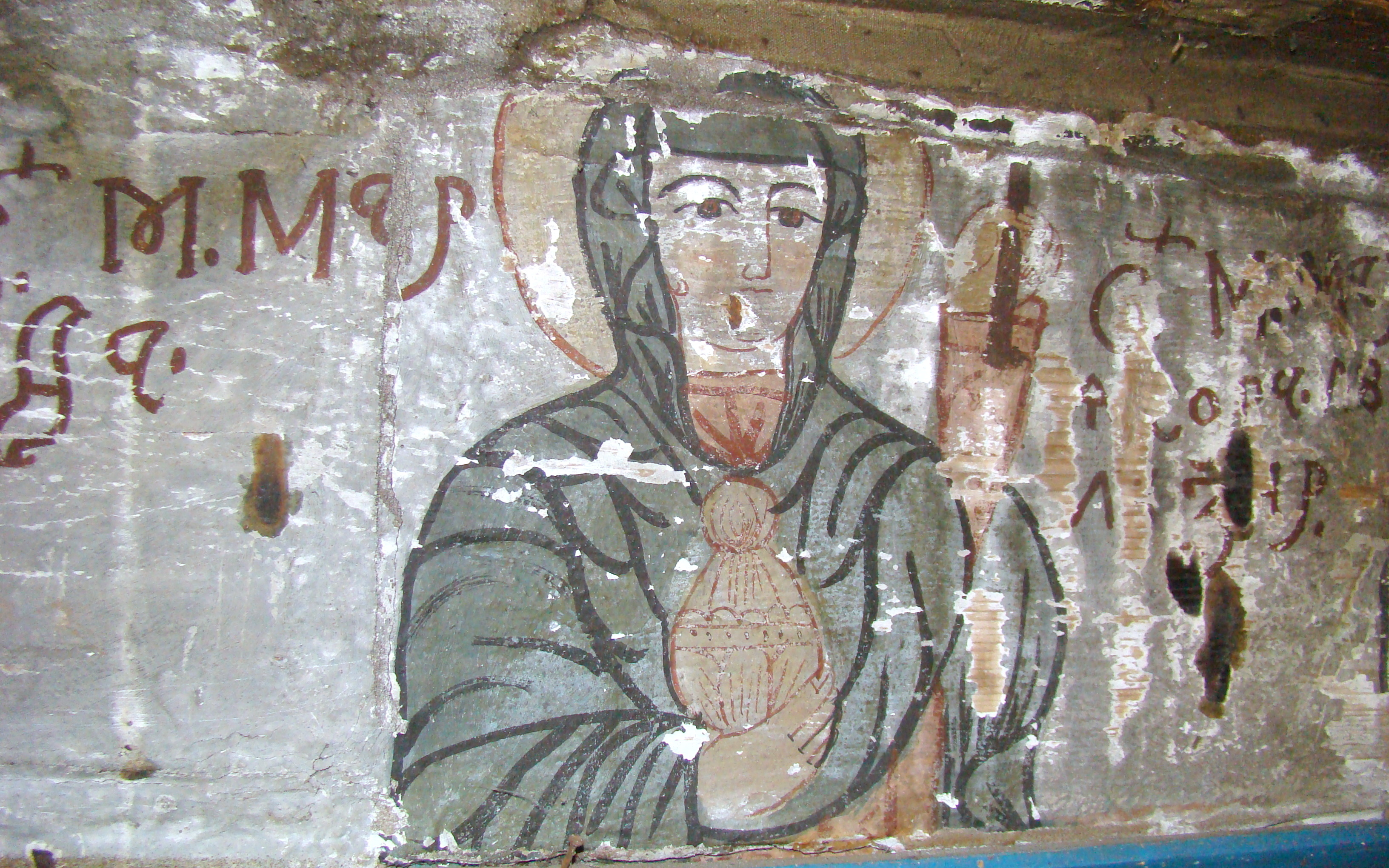
Mironosițele
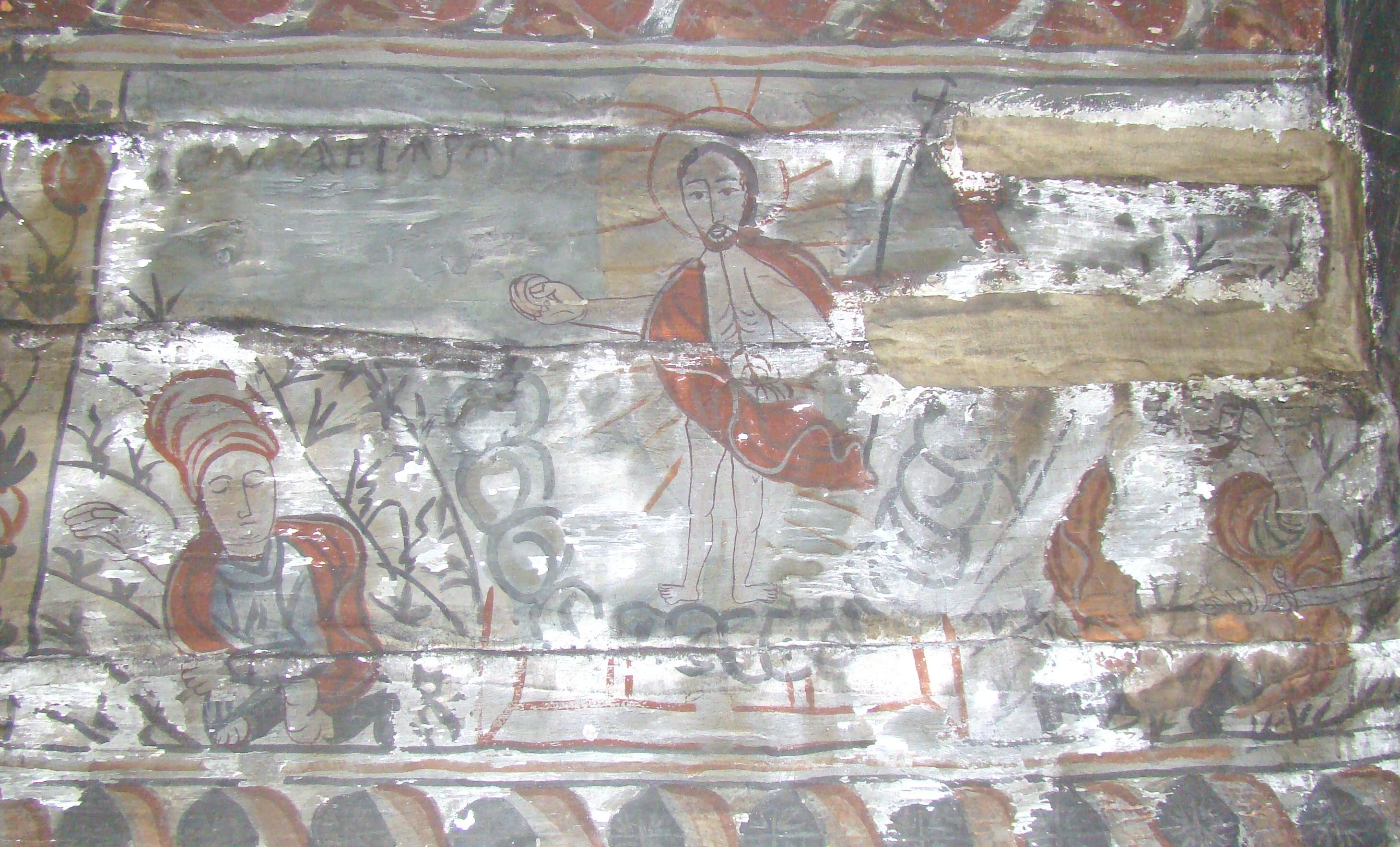
Învierea Domnului
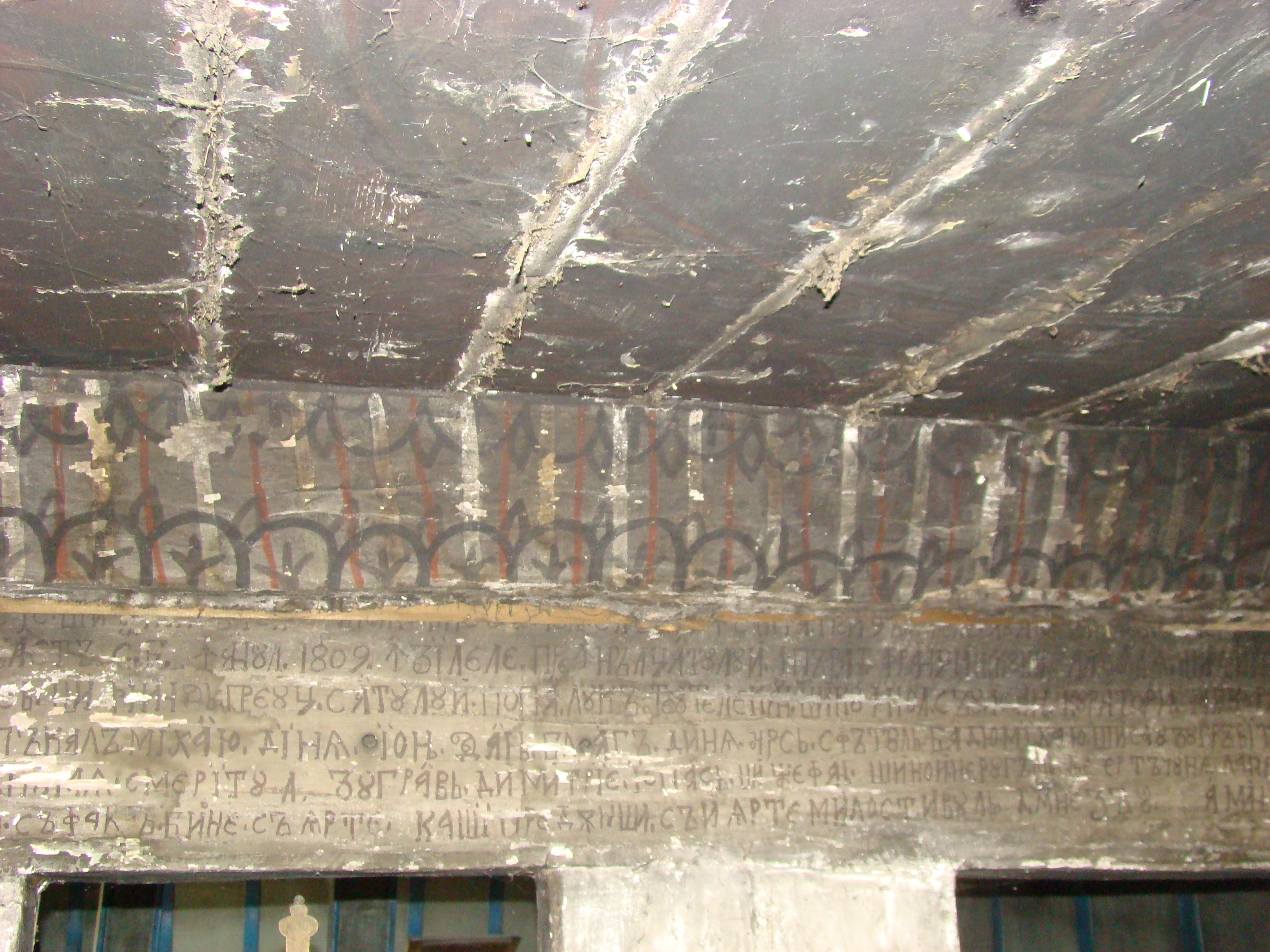
Pisania din altar, pe peretele din spate al iconostasului

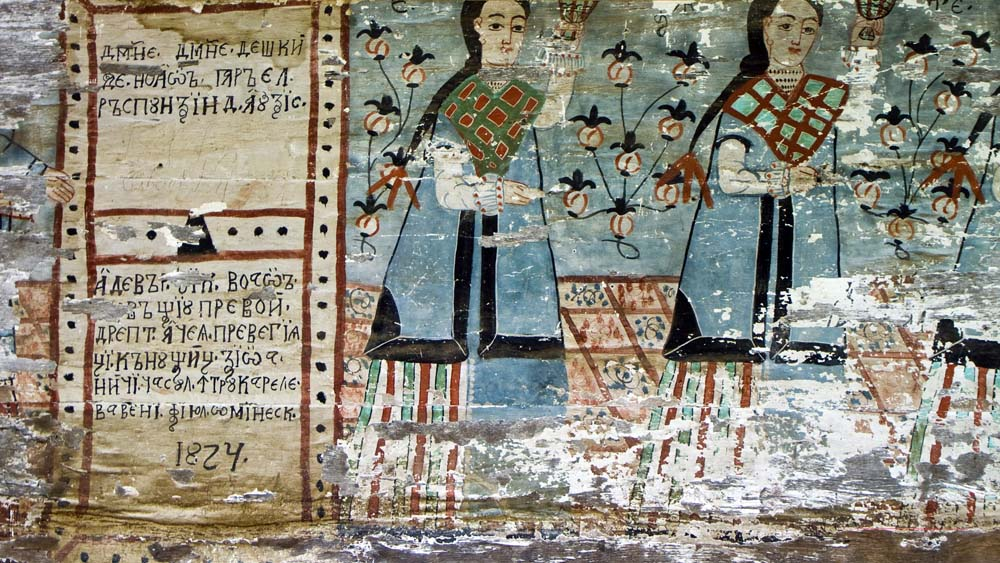
Fecioarele înţelepte, cu inscripţie de datare în partea stângă (Biserica de lemn din Sârbi, Sălaj)

În anul 1824 a pictat biserica de lemn din Sârbi, județul Sălaj. În tindă, pe dosul portalului de la intrare, se văd fragmente dintr-o pisanie lungă. Pisania cinstea, după obicei, numele ctitorilor, clerului, conducătorilor țării și purta semnătura zugravului. Cu multe decenii în urmă, cercetătorul sălăjean Leontin Ghergariu a salvat posterității textul pisaniei, păstrat în manuscrisul său, încă nepublicat: "Slavă, cinste și închinăciune unuia Dumnezeu cel slăvit în sfânta Troiță carele ne-au ajutat după început de am ajuns și sfârșitul. Și s-au zugrăvit această sf. tindă, împreună cu altariu în anul 1824 în zilele preînălțatului împărat Franciscus al doilea și fiind arhiereu pravoslavnic țăria Ioan Bob și fiind protopop Petru Buhoci și fiind preot satului Man Constantin, fiind coratori Opre Petru, Bonțea ... sfătul Boca Ioan, Chiș Simion,  Bonțea George, Păștean Simion, ... Bonțea Mitru, Sabo Petru și fiind zugrav Ispas Dimitrie împreună cu fiul său Ioan ... la toată iclejia de am greșit ceva cuiva să facă bine să ierte, ca și pe dânșii să-i ierte milostivul Dumnezeu. Amin. Octombrie 1824." Pictura în culori vii din tindă și altar este una din lucrările mai puțin cunoscute ale artistului, dar care certifică prezența lui în zone mai îndepărtate de împrejurimile Gilăului, în care el a lăsat cele mai multe lucrări.

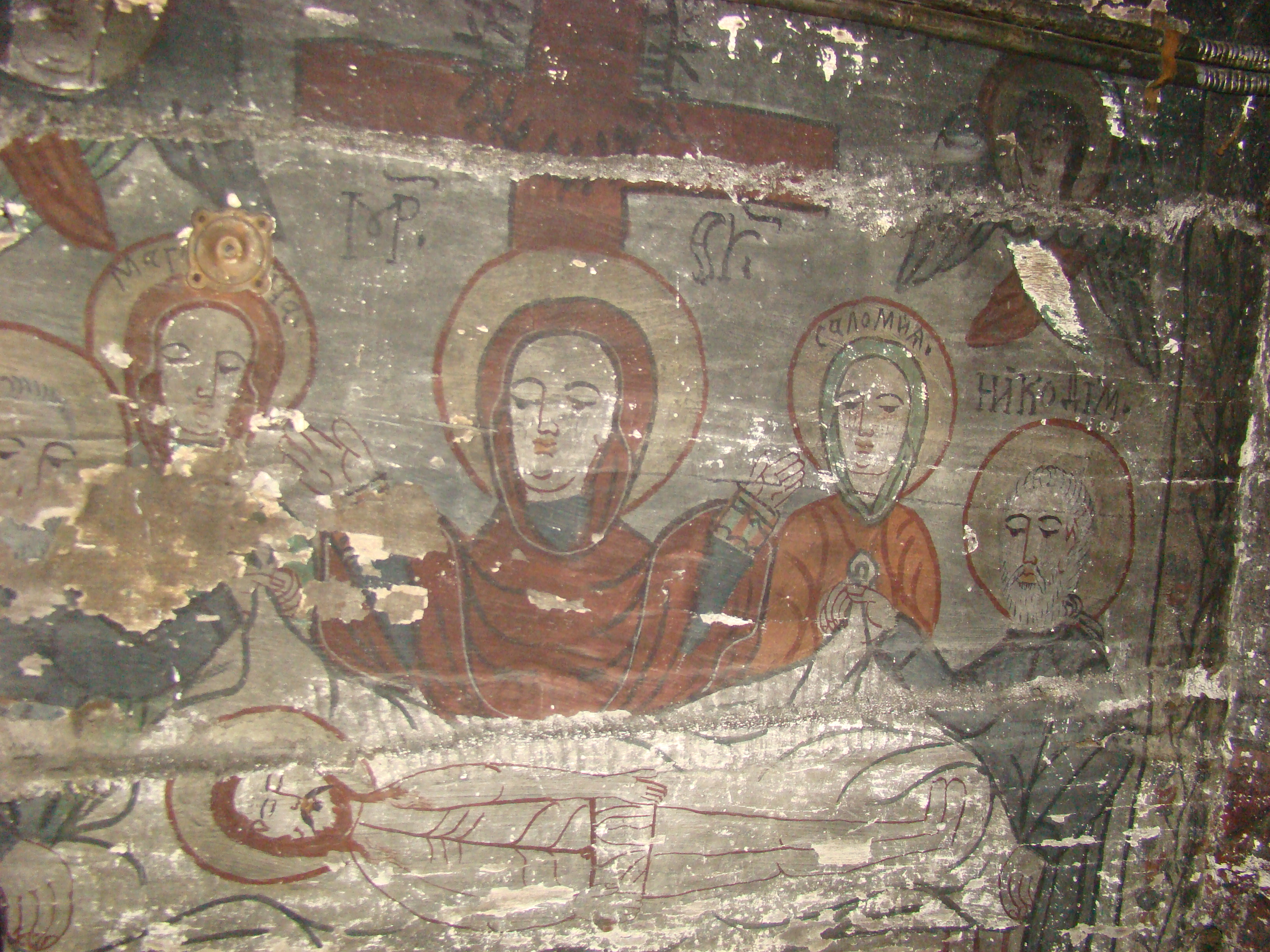
Prohodul Domnului (Biserica de lemn din Ticu)

În anul 1827 a pictat biserica de lemn din Ticu, însă din cauza acoperișului foarte degradat, pictura pe pânză s-a deteriorat aproape în totalitate.

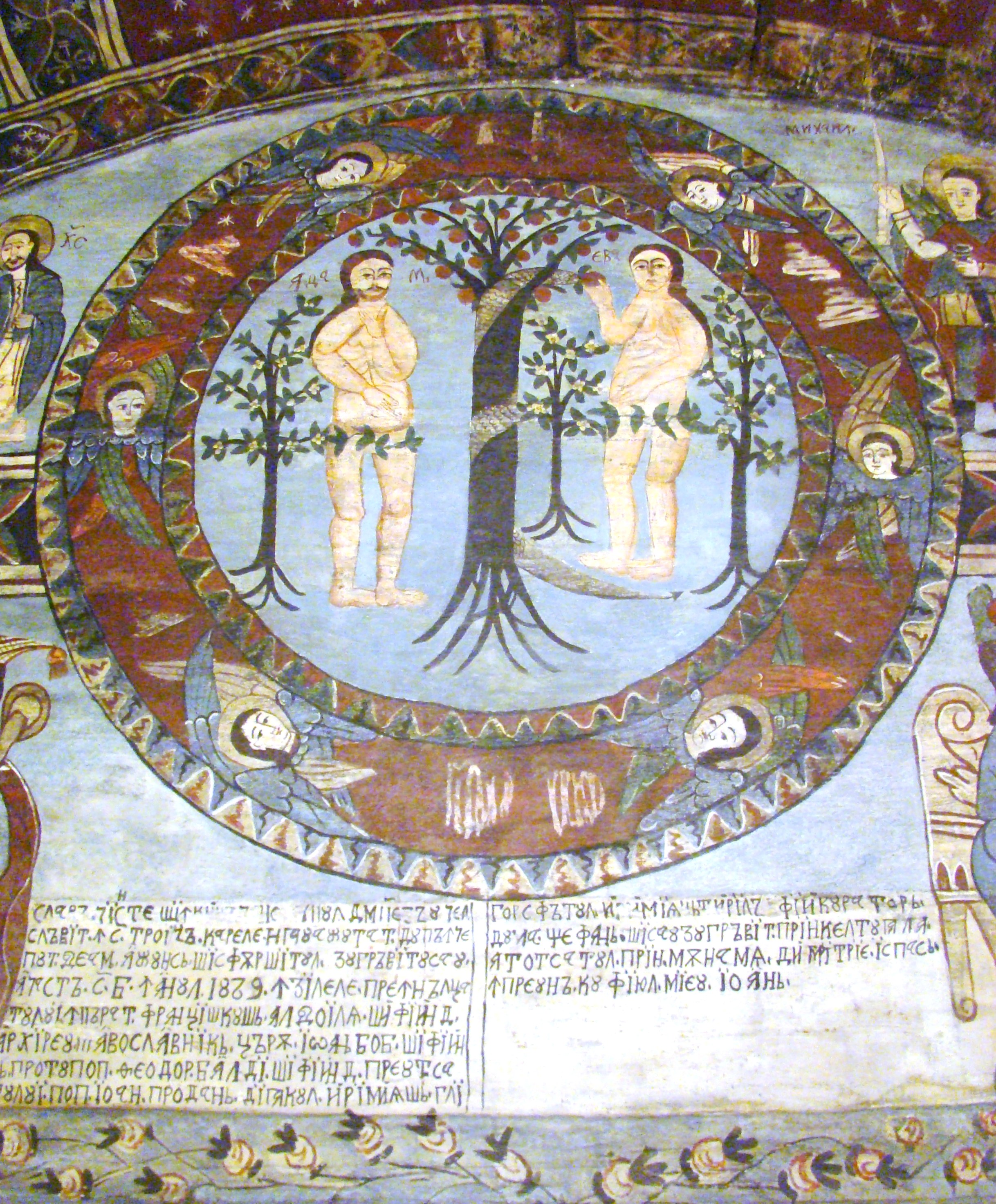
Timpanul de vest al naosului (Biserica de lemn din Tăuţi)

Dacă în 1793 Dimitrie Ispas picta la Tăuți interiorul altarului, în 1829 a revenit la biserica greco-catolică din Tăuți, unde, după părerea primului sau exeget, Atanasie Popa, pictura realizată în naos și pronaos, tinde la slăbirea pretențiilor artistice și crede că partea leului în executare a avut-o fiul său Ioan". Cu o mână mai puțin sigură în conturarea literelor mărunte, care poate fi și a fiului său, lasă trei inscripții, două în pronaos și una în altar. În pronaos, deasupra ușii se află cea mai amplă, adevărata pisanie, în stilul caracteristic meșterului nostru: „Slavă, cinste și închinăciune unuia Dumnezeu cel slăvit în Sf. Troiță care ne-au ajutat după început de-am ajuns și sfârșitul. Zugrăvitu-s-a aceasta s[ântă]. b[eserică]. în anul 1829 în zilele Preaînălțatului Împărat Franciscus al Doilea și fiind archiereu pravoslavnic țării Ioan Bob și fiind protopop Teodor Baldi și fiind preot satului Pop Ioan Prod [a] n, diacul Irimieș Trilă, ficurator Duma Stefan. Și s-au zugrăvit prin cheltuiala a tot satul prin mâna mea Dimitrie Ispas împreună cu fiul meu ioan. Din același perimetru cultic al tindei femeilor, dar pe peretele nordic, unde a găsit un loc potrivit, își cere iertare, mai pe scurt: „Eu smeritul zugrav Dimitrie împreună cu fiul meu Ioan ne rugăm de iertăciune." În altar apare inscripționat un pomelnic, alcătuit la cererea preotului, în care nu este exclus ca, în înțelegere cu comanditarul, să-și fi inclus și prenumele propriu și pe acelea ale altor membri ai familiei, alături de nume din familia parohului local: „Cine s-ar întâmpla să fie preot la această s. b. să fie dator a pomeni pe acești oameni: popa Ioan, [cu soția] Marie, Costan, Andrei, Dimitrie, Barbara, Teodor, Barbara, Ioan și tot neamul."
O altă inscripție este amplasată în naos: „Slavă cinste și închinăciune unuia Dumnezeu cel slăvit în S(fânta) Troiță carele ne-au ajutat după început de am ajuns și la sfârșitul. Zugrăvi-tu-s-au această S(fântă) B(iserică) în anul 1829 în zilele preaînălțatului împărat Franciscus al Doilea și fiind arhiereu pravoslavnic țării Ioan Bob și fiind protopop Teodor Baldi și fiind preot satului popa Ioan Prodan, diacul Irimieș Gligor, sfătul Irimieș Tirilă, ficurator Duma Ștefan și s-au zugrăvit prin cheltuiala a tot satul, prin mâna mea Dimitrie Ispas împreună cu fiul meu Ioan ne rugăm de iertăciune”.
Iconostasul prezintă o pictură pe trei registre: șirul celor 12 apostoli cu Iisus în centru, apoi sfinți în medalioane în registrul al doilea și Iisus răstignit în ultimul registru.

Picturile murale din Biserica de lemn din Tăuți
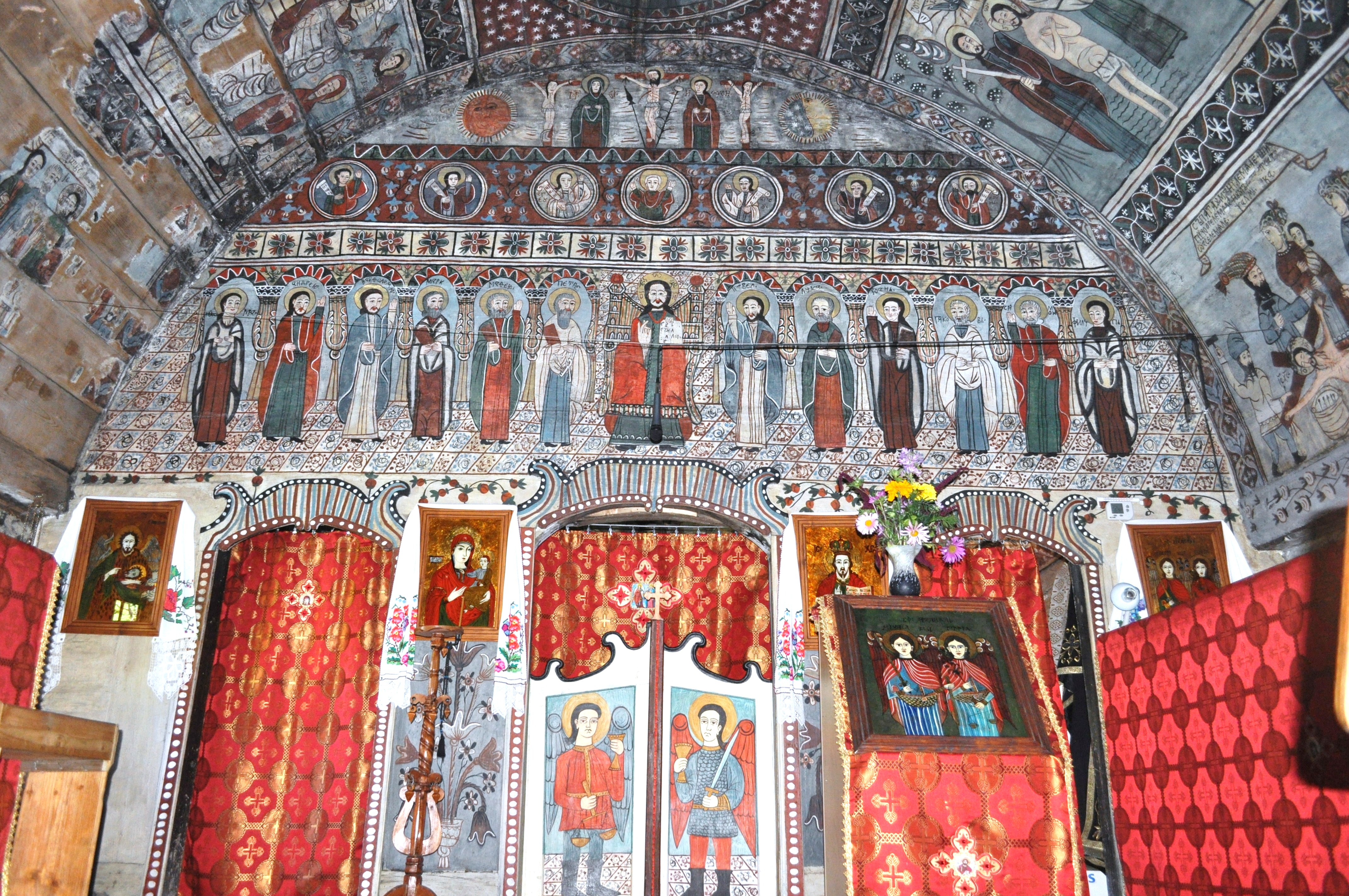
Iconostasul cu pictura pe trei registre
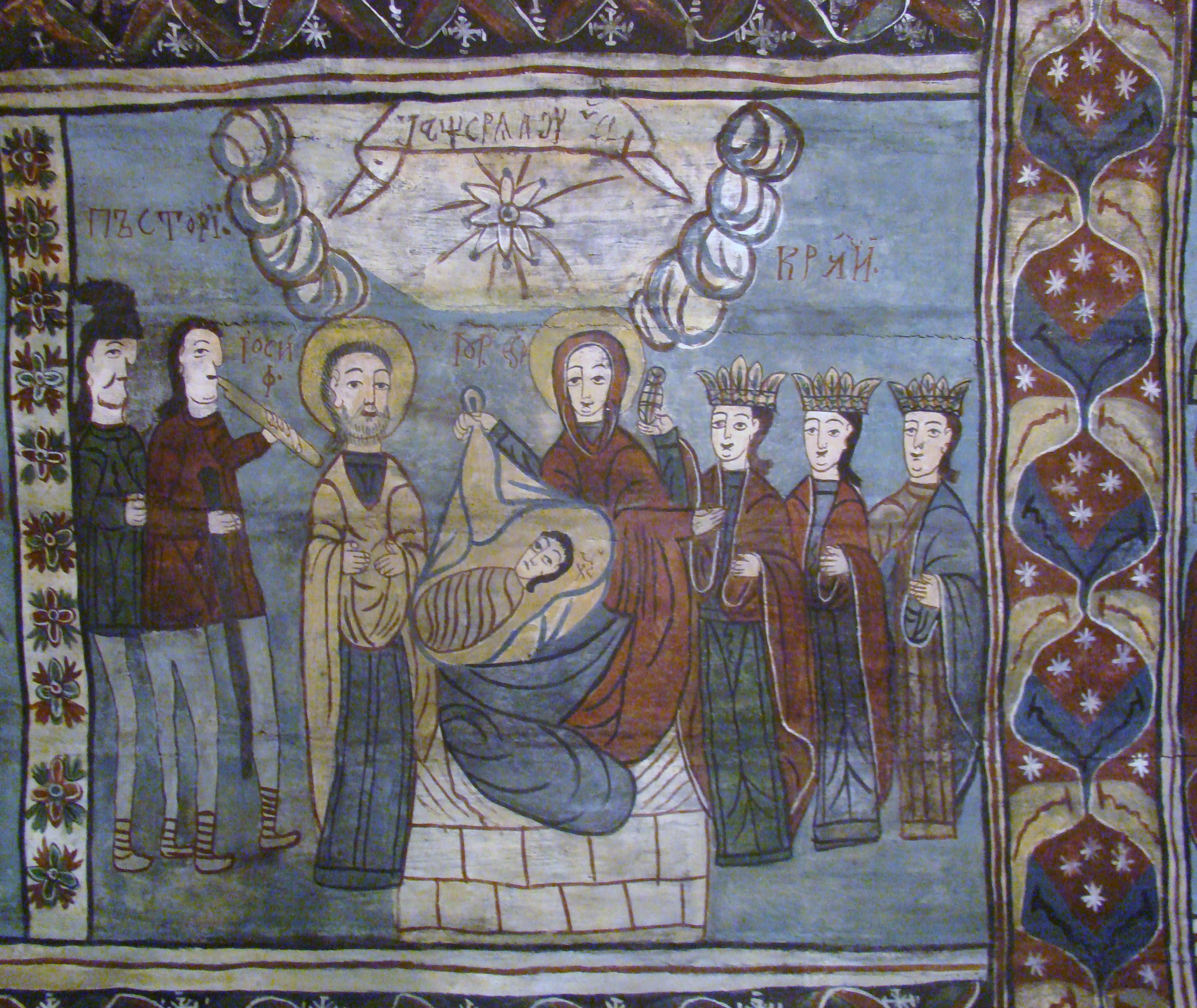
Nașterea Domnului
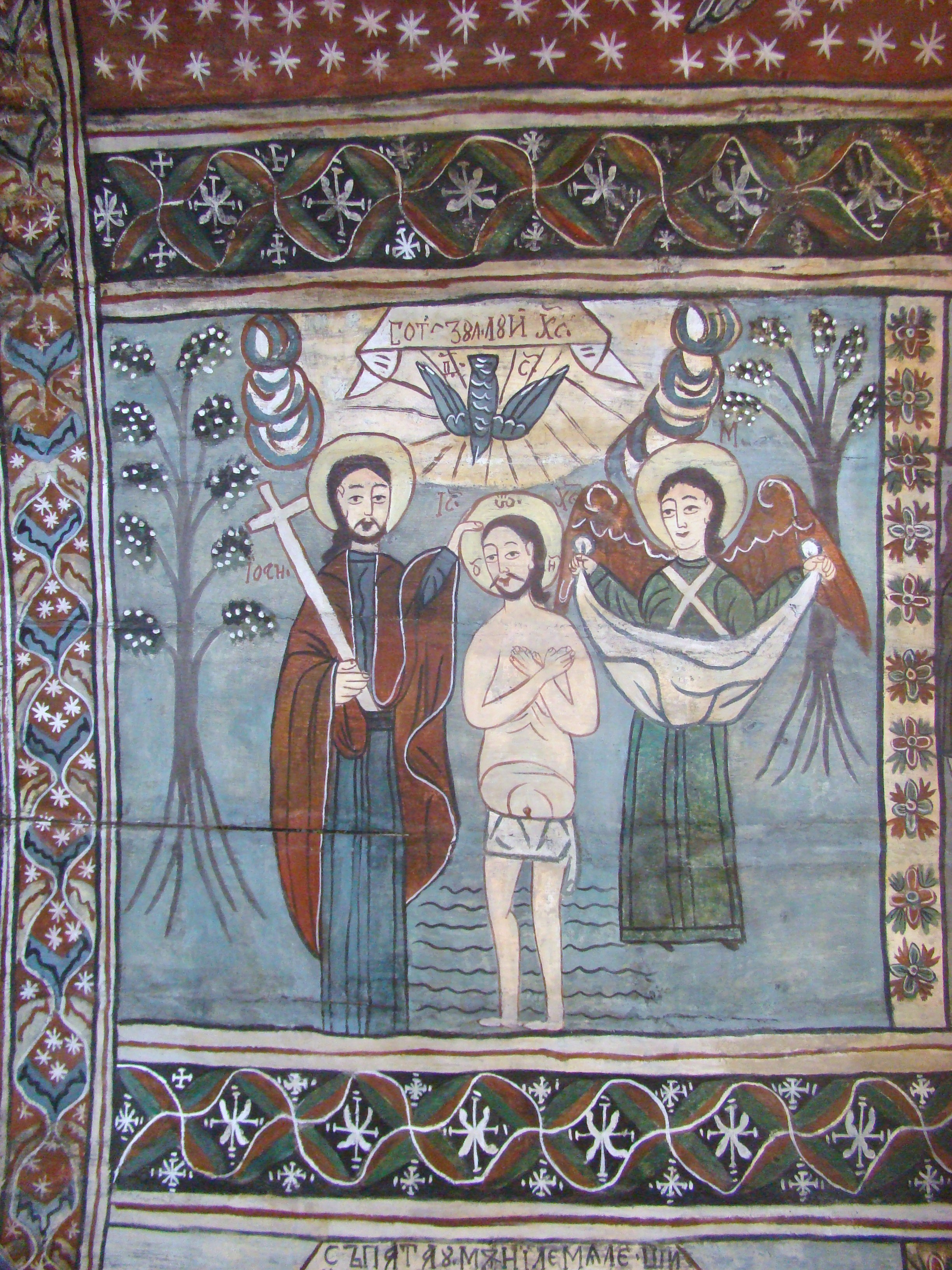
Botezul Domnului
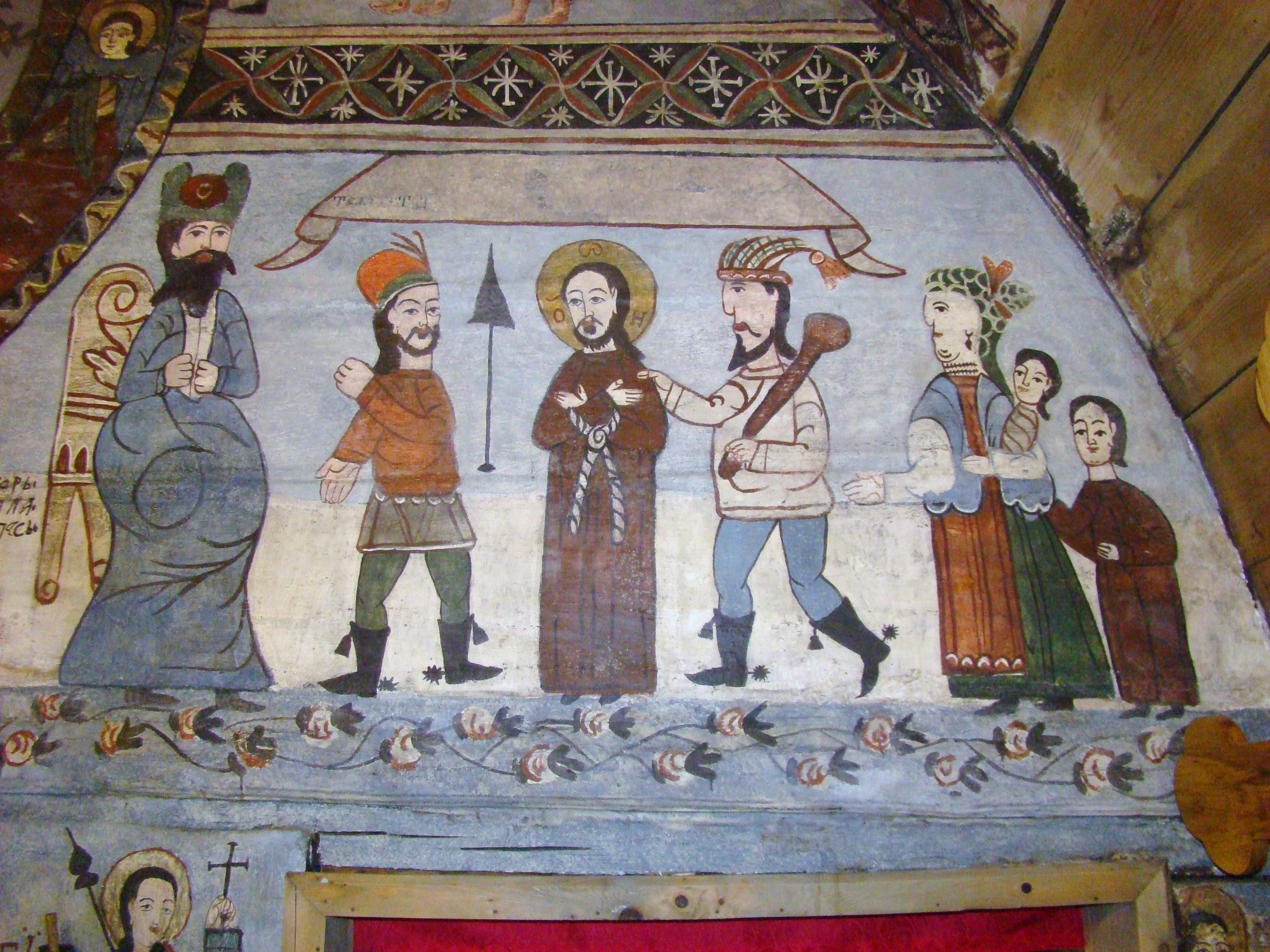
Judecarea lui Iisus
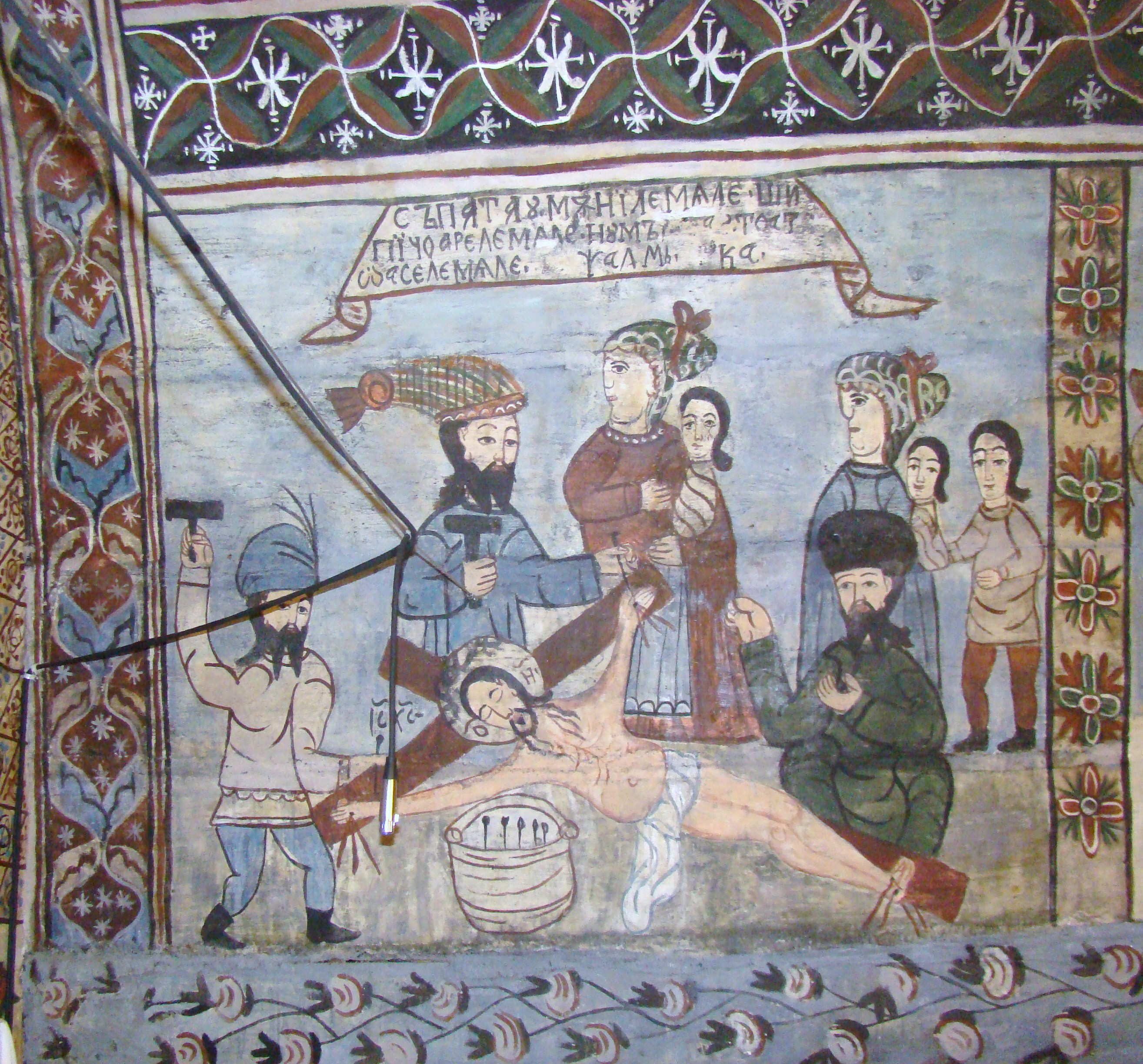
Punerea pe cruce
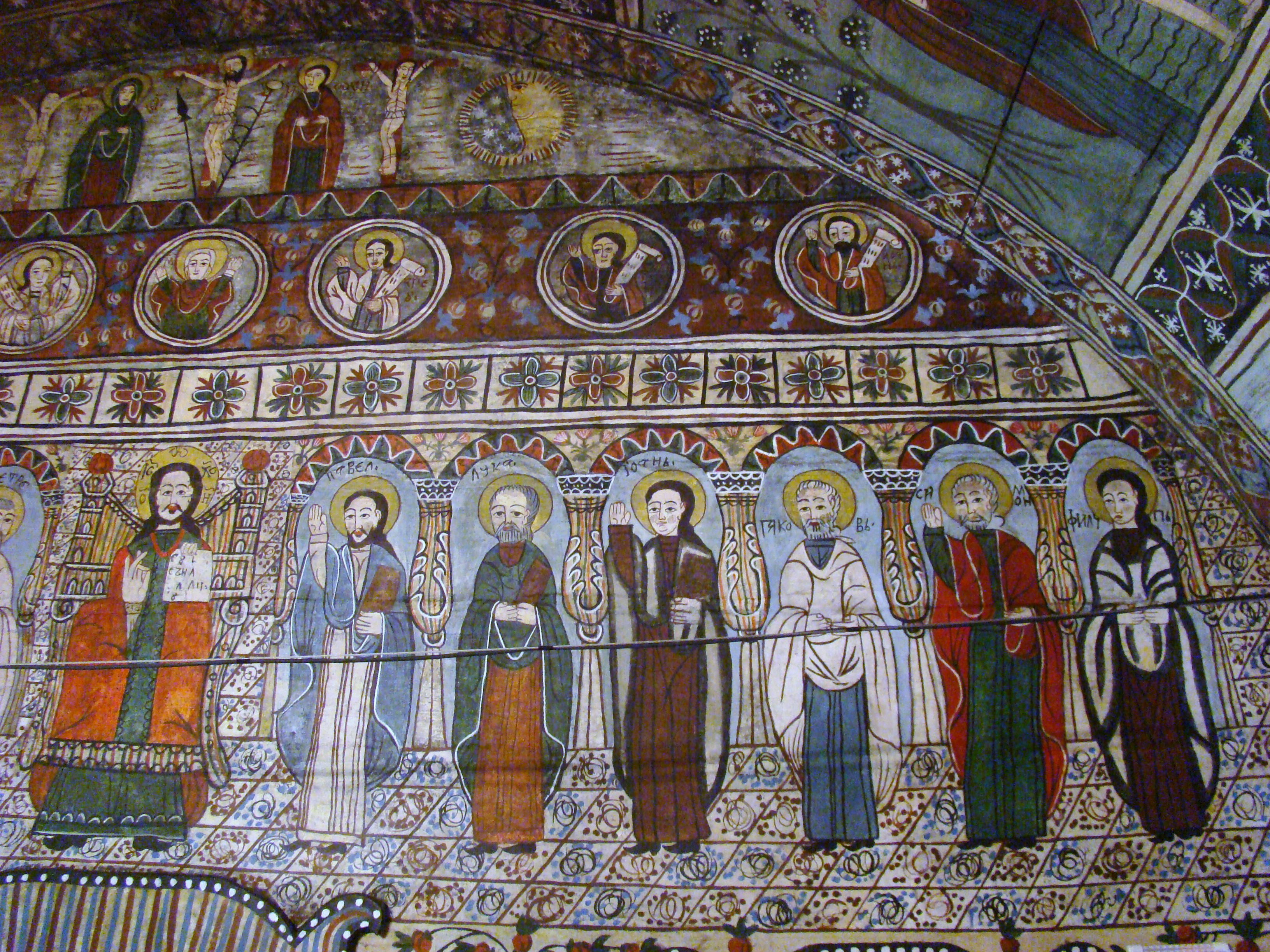
Partea dreaptă a iconostasului
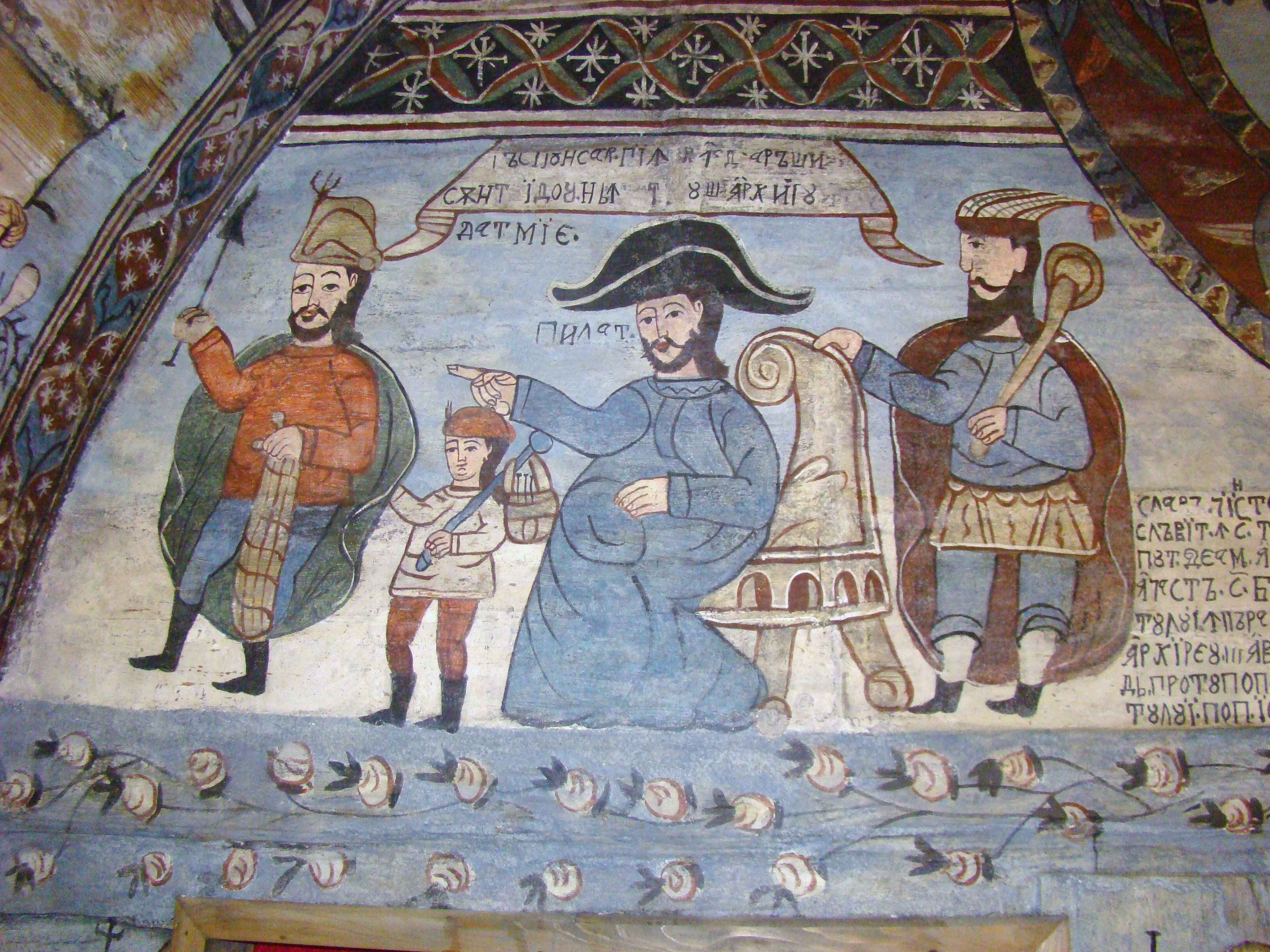
Timpanul de vest al naosului (detaliu)
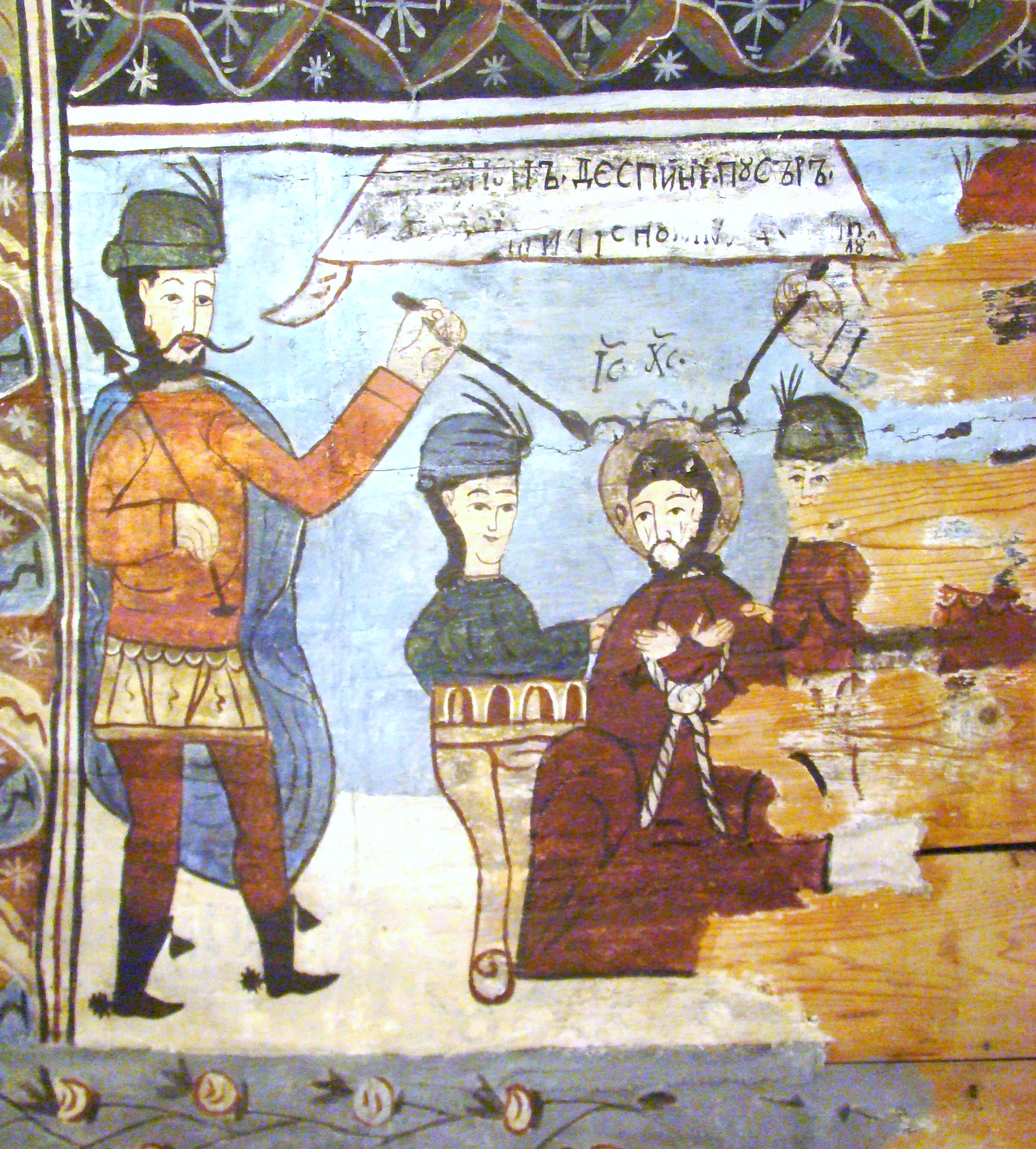
Încununarea cu spini
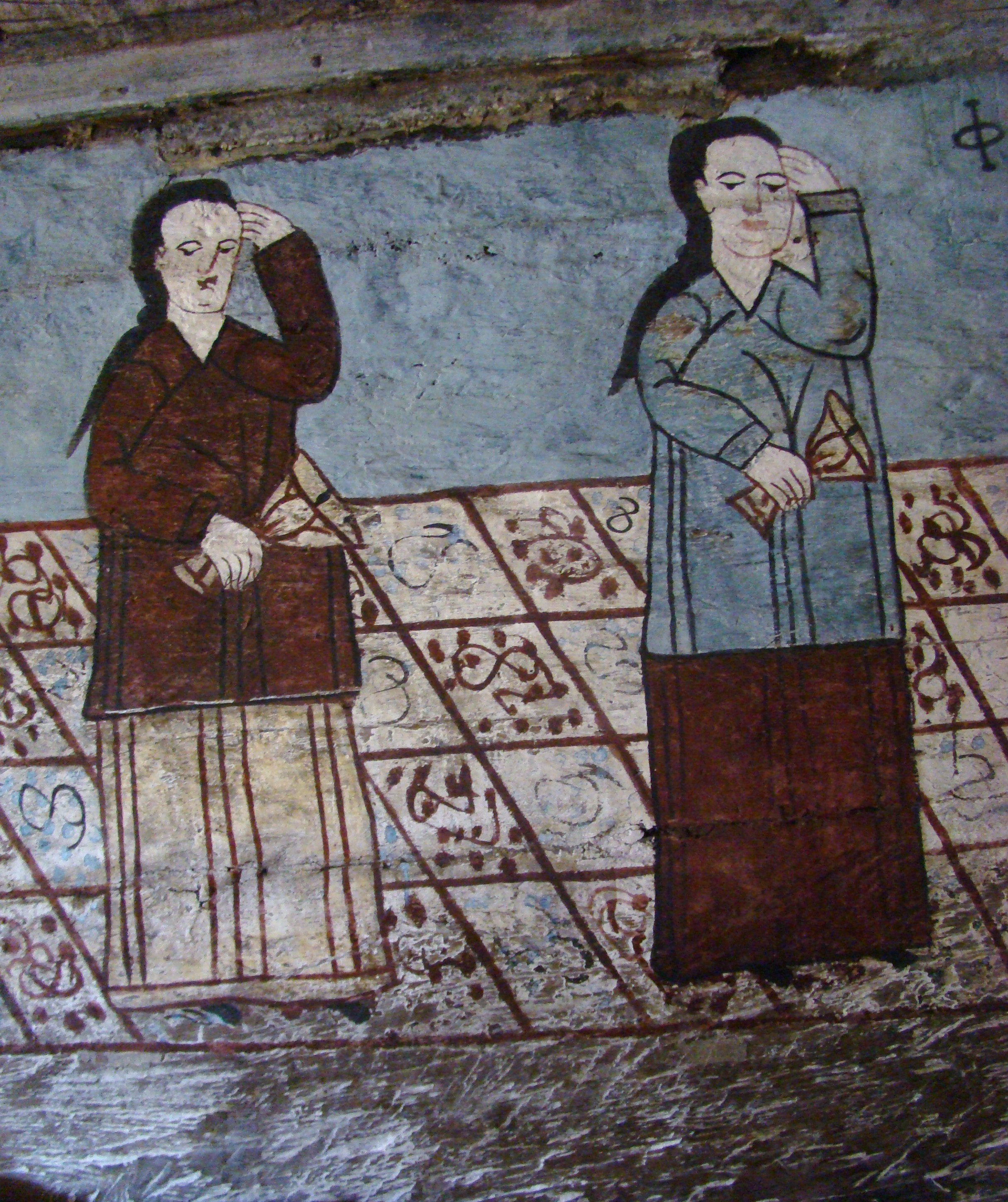
Parabola fecioarelor (fecioarele nebune)
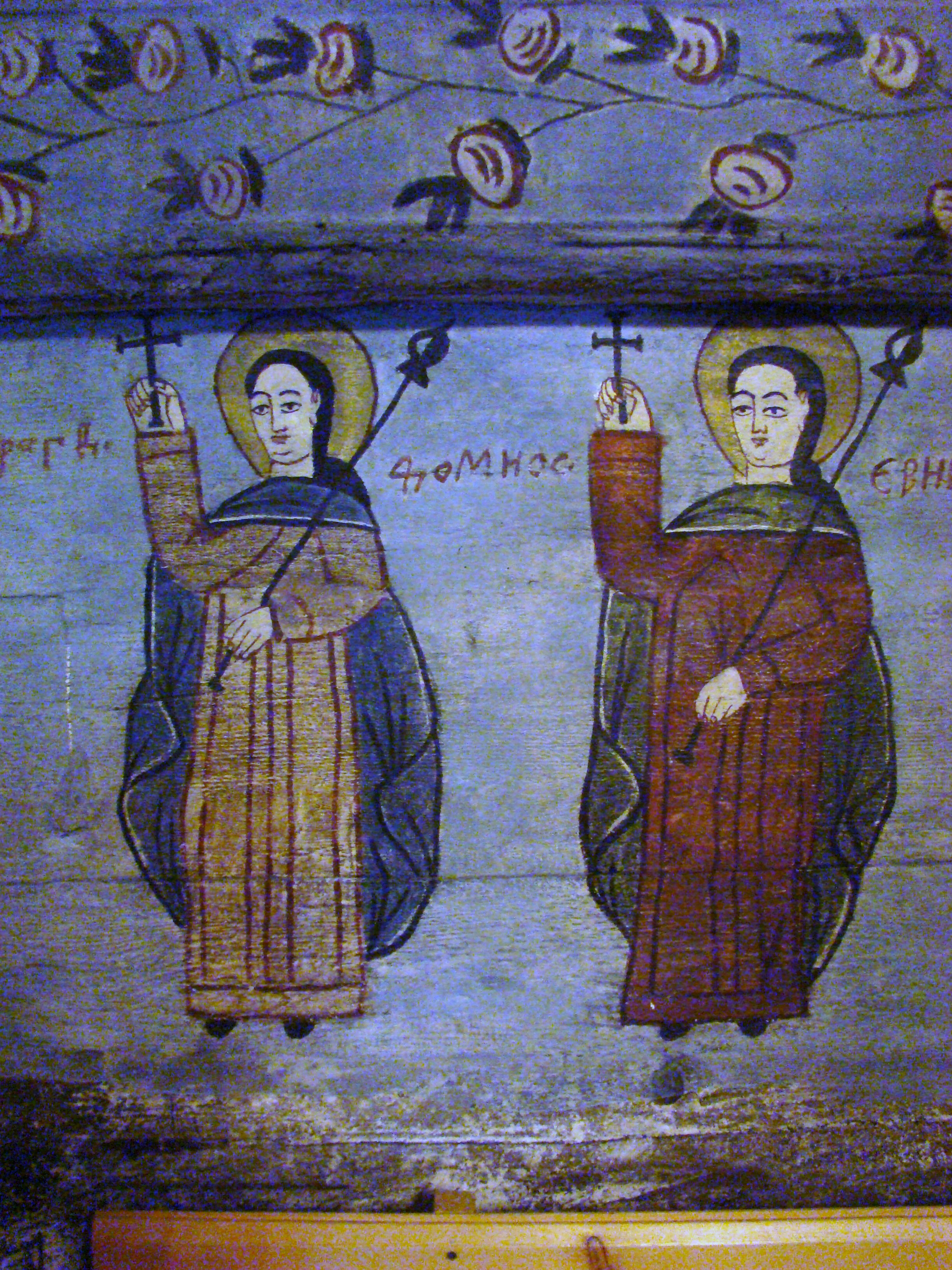
Sfinţi mucenici
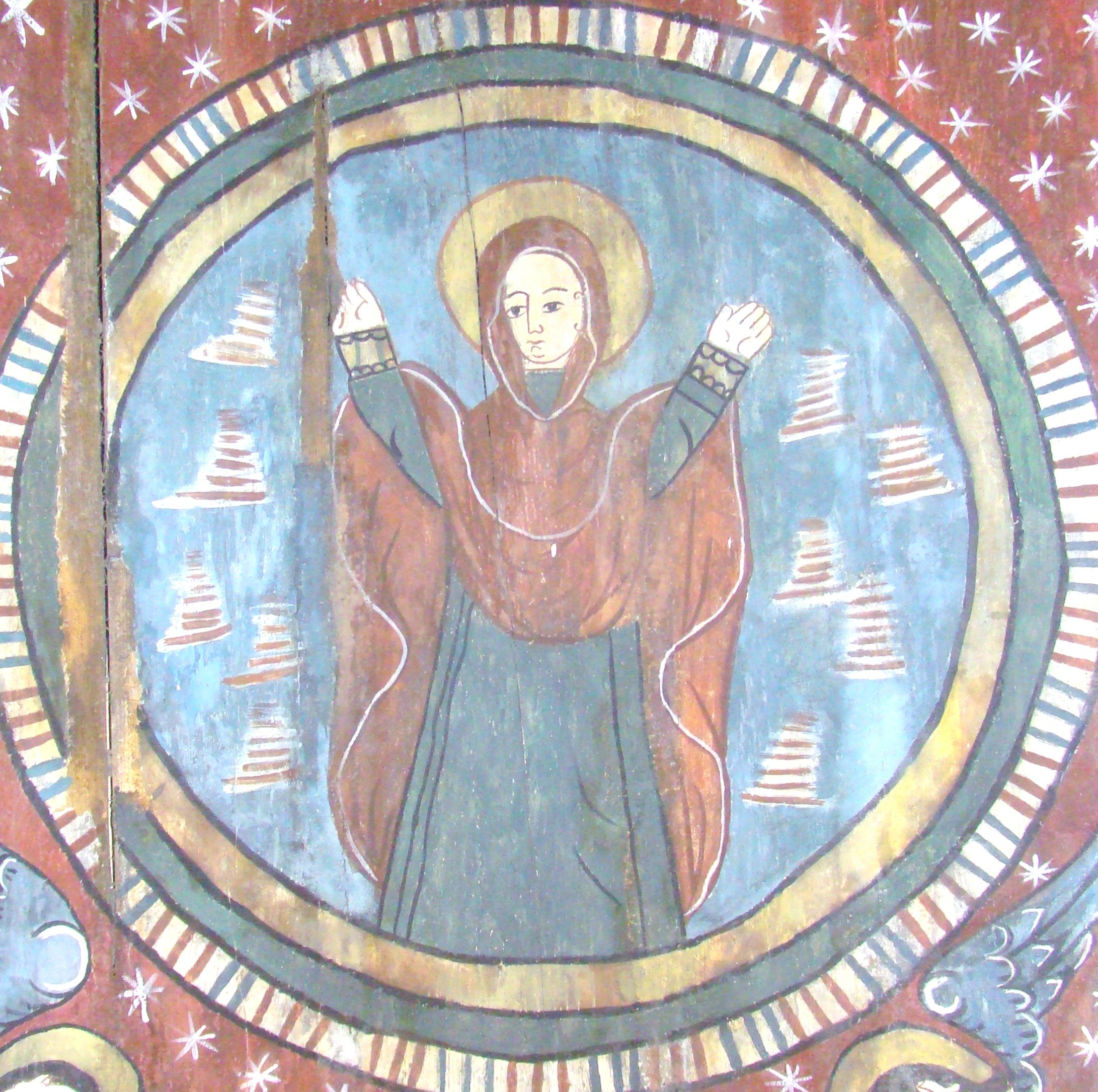
Maria orantă
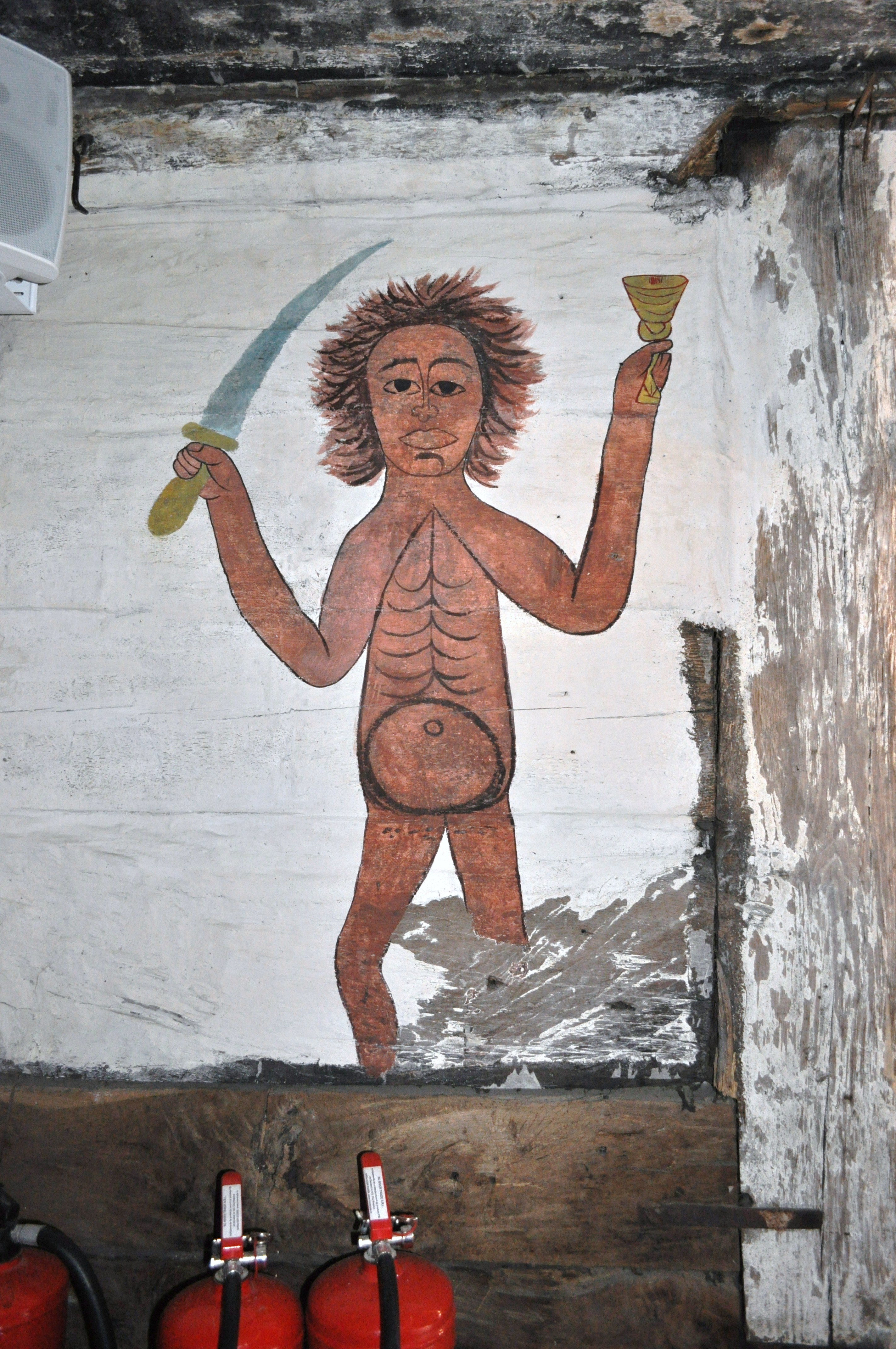
Reprezentarea morţii

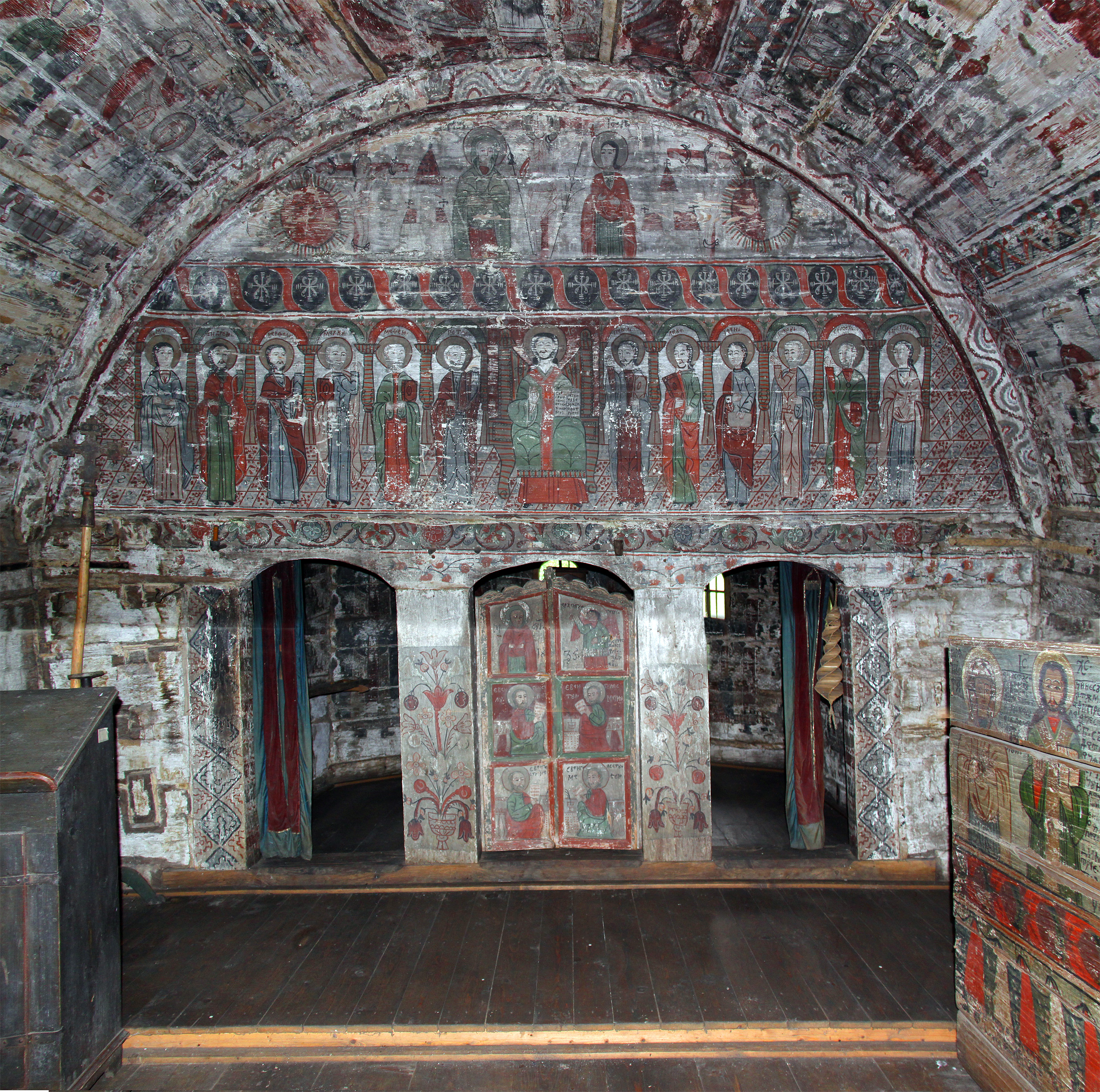
Iconostasul bisericii de lemn din Petrindu

Ultima lucrare identificată ca aparținând lui Dimitrie Ispas, și una dintre cele mai valoroase, este cea realizată în satul Petrindu, comuna Cuzăplac, județul Sălaj. Pictura bisericii de lemn din Petrindu datează din anul 1835, fiind realizată la o vârstă înaintată. În afara picturii de interior cercetătorul Atanasie Popa considera că biserica a avut și pictură exterioară (la mijlocul secolului XX se mai distingeau încă urme de pictură) numai că în urma mutărilor repetate, pictura s-a șters. O primă pisanie se poate vedea pe dosul intrării, în tindă, care din cauza stării de conservare se poate citi doar parțial. Cu ajutorul însemnărilor lui Atanasie Popa se pot reconstitui următoarele date: „Eu zug[ravul Di]mitrie I[sp]as mă rog de iartăciun[e] la toată clejia, de am greșit c[eva s]ă f[ac]ă bine să iarte ca milos[tivul Dumnezău să iert]e [și păcatele dumilor voastre. 1835 iulie 10]”. Peste intrarea în navă se poate citi fragmentul rămas după înălțarea golului ușii: „Această s. b. sau inceput a să zugrăvi ...”. Pe dosul aceleiași intrări, în naos, se pot citi următoarele: „Decean Toader și Mărie Boan, [Timift]e ... Iosip, Popa Gligor, Boșca Gheorghie, Mulduvan Ioan, Giurgi Onuț și sau zugrăvit prin ...”. Pictorul s-a semnat în fiecare pisanie însă timpul și schimbările i-au șters numele din aproape toate locurile. Într-un singur loc s-a păstrat nealterată semnătura lui, pe ușile împărătești, unde se poate citi însemnarea: „1835 Ispas Dimitrie zugrav”.
În interiorul bisericii se păstrează o strană din biserica de lemn din Someșu Rece, pictată de același zugrav la o dată necunoscută, pe a cărei față se pot citi următoarele: „Această strană o au plătit Duma Toader, ca să îi fie pomană la to[t neamul lui.] Cine să vor întâm[p]la a fi preuț la acestă s. b. să fie datori a ciare .. [ru]găciuni la acești omeni Teodor, Marie. Dimitrie Ispas ot Gilău.” Strana a fost adusă în această biserică deoarece pe ea apare locul de origine al pictorului zugrav, în localitatea Gilău, din apropierea Clujului.

Picturile murale din Biserica de lemn din Petrindu
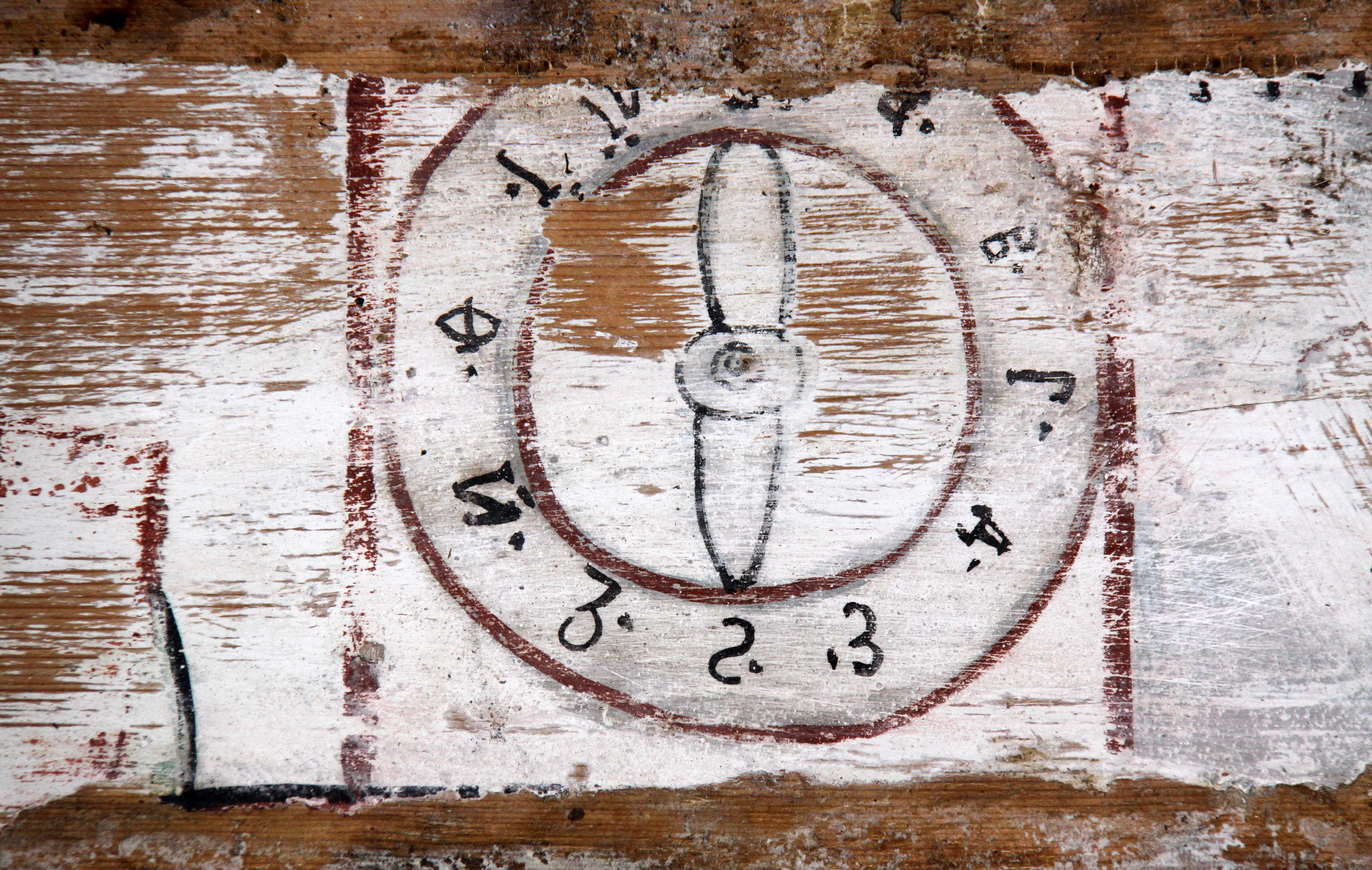
Ceasul morţii lui Hristos (cu cifre chirilice)
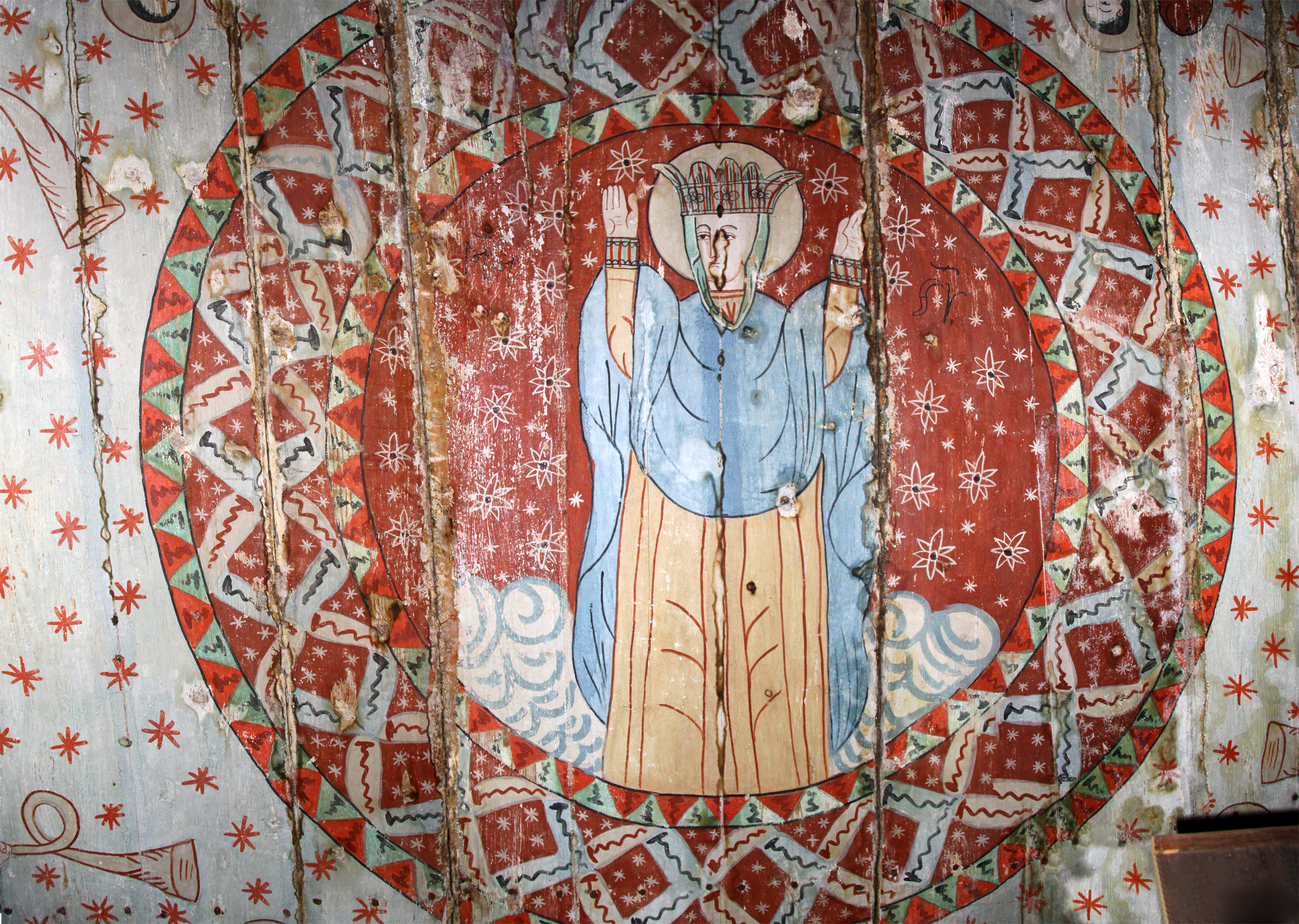
„Precista”, tavanul tindei
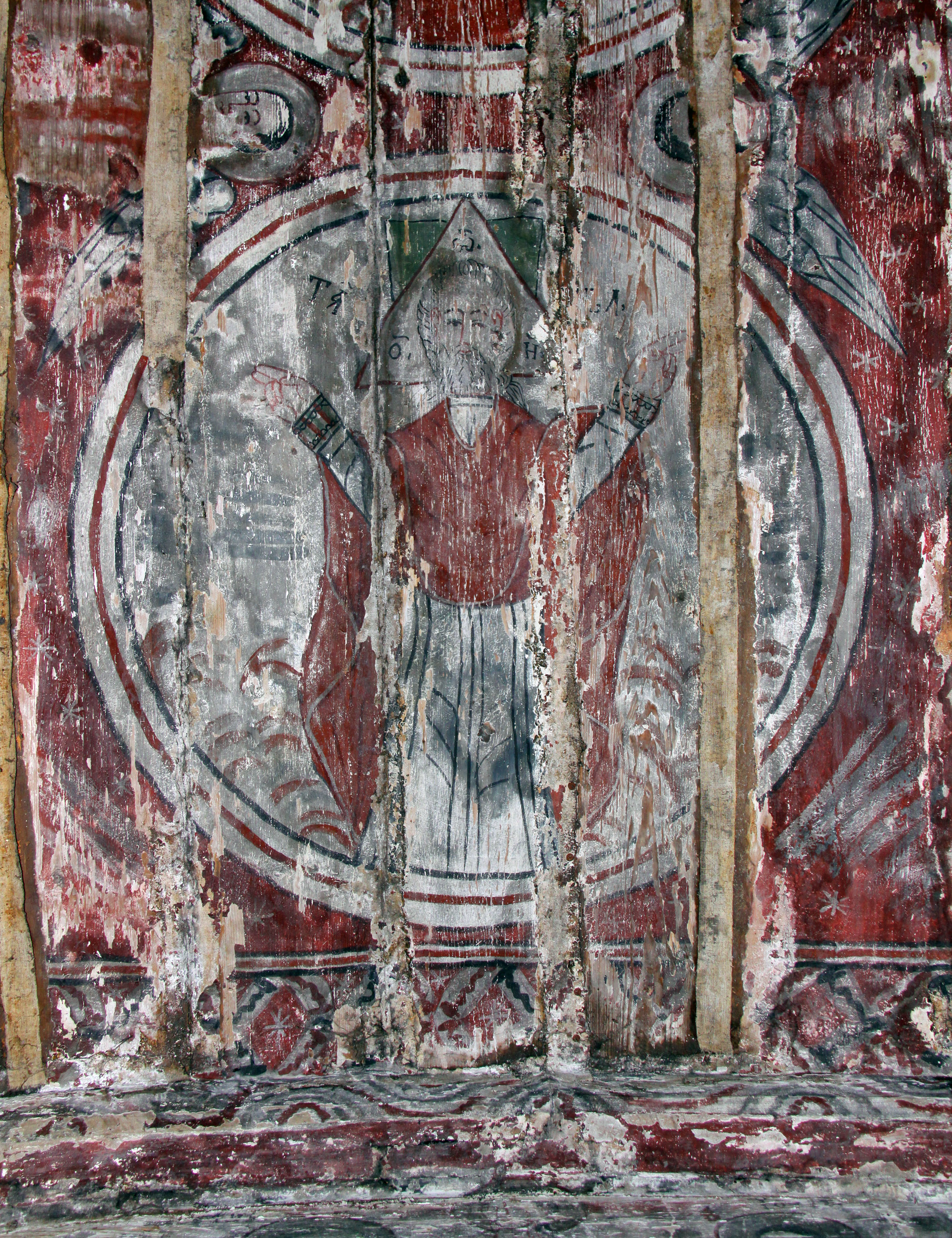
„Dumnezeu-Tatăl”, bolta naosului
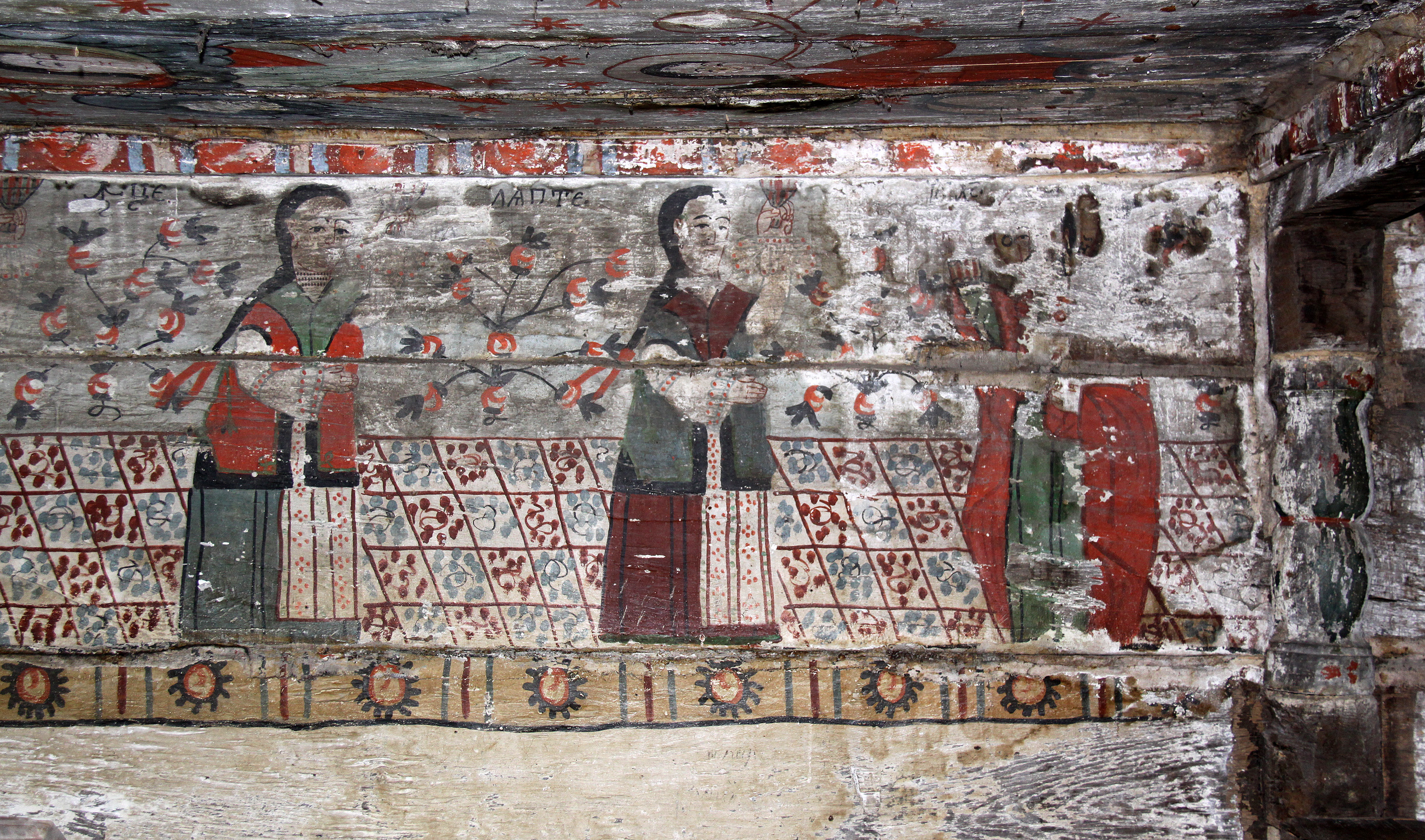
Tindă, fetele înțelepte în costume populare
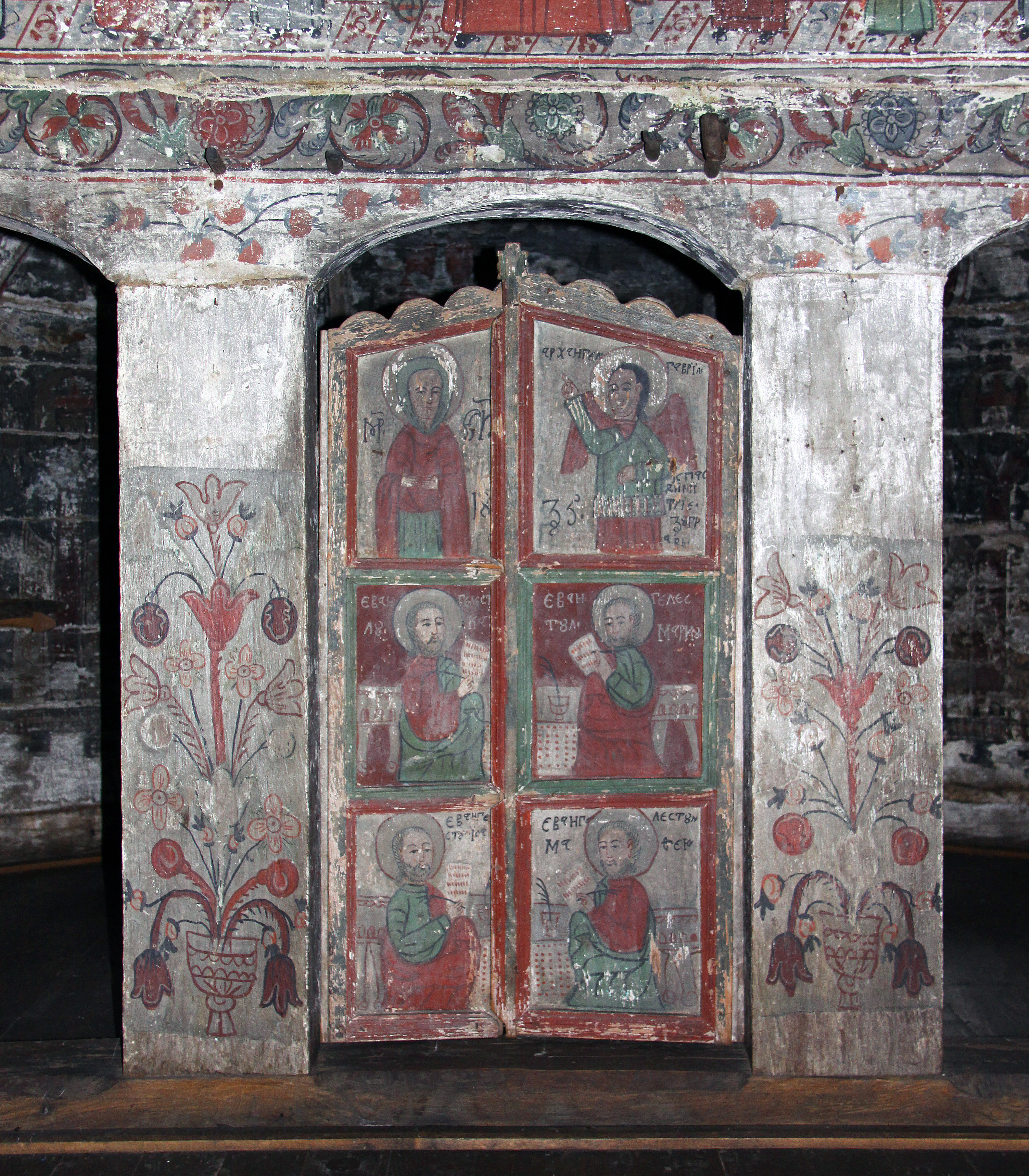
Uşile împărăteşti: Buna Vestire; Evangheliştii
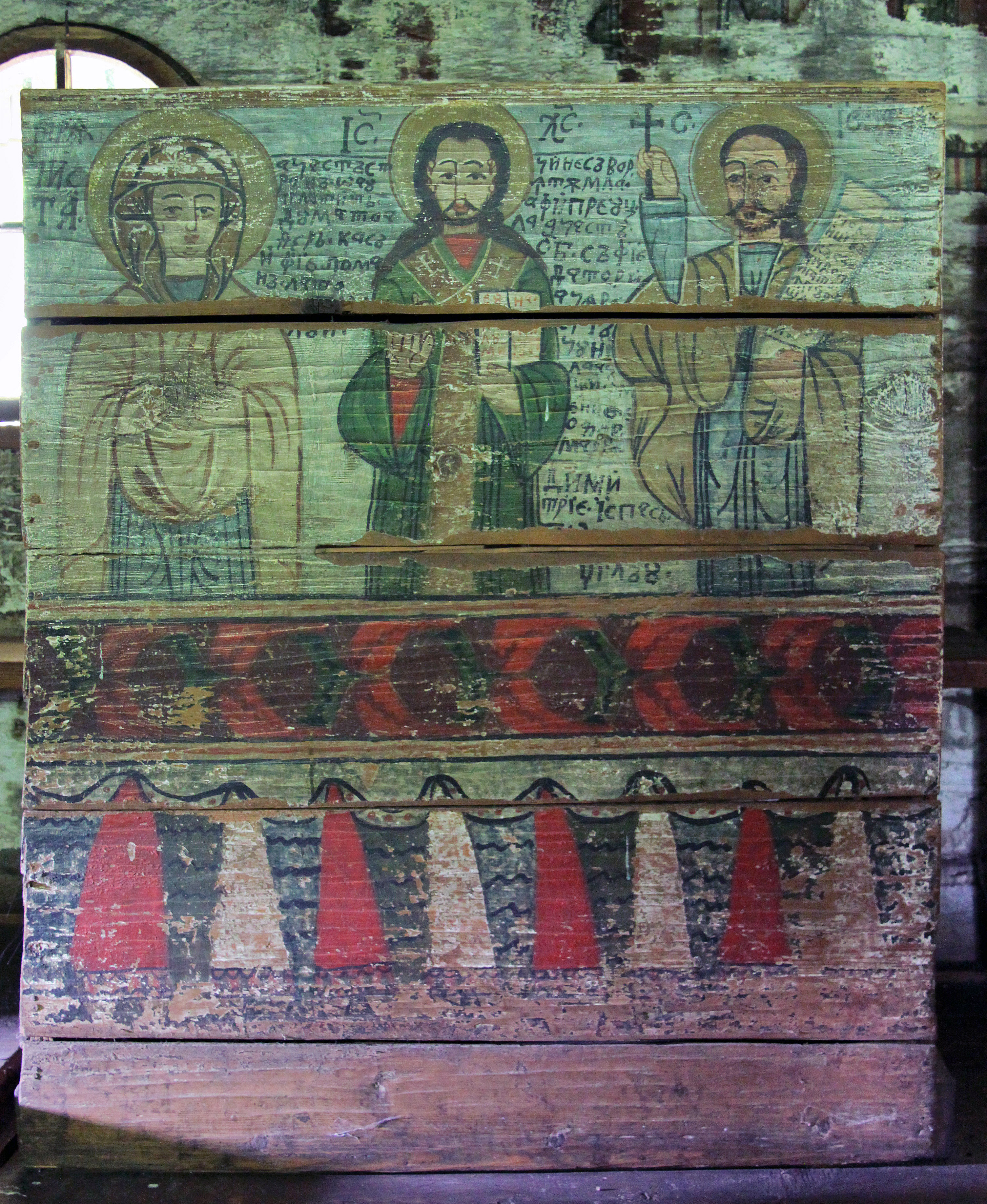
Deisis în strana pictată de la Someșu Rece